# Zensur in der Sowjetunion
Zensur in der Sowjetunion war die Kontrolle sowjetischer Behörden sowie der Kommunistischen Partei über den Inhalt und die Verbreitung von Druckwerken, Musikstücken, dramaturgischen Werken, Werken darstellender Kunst, Fotografien, Radio- und Fernsehübertragungen. Sie erfolgte mit dem Ziel der Einschränkung oder dem Verbot von Gedanken und Nachrichten, die für die Macht der sowjetischen Organe gefährlich und deshalb unerwünscht waren.
Das sowjetische Zensursystem stellte spätestens ab dem Beginn der 1930er Jahre das bis dahin umfassendste Informationskontrollsystem in der Geschichte Russlands dar. Es überwachte alle offiziellen Kanäle zur Verbreitung von Informationen: Bücher, Zeitschriften, Radio, Fernsehen, Kino, Theater usw. Die Zensur wurde durch die Abgabe der Werke an spezielle staatliche Institutionen ausgeübt, deren oberste Behörde die Hauptverwaltung der Angelegenheiten der Literatur und des Verlagswesens (Glawlit) war. Gleichfalls häufig kamen die Verbreitung von Falschinformationen und die Selbstzensur vor.
Die Zensur in der UdSSR hatte primär einen ideologischen Charakter. Historiker zeigten, dass die sowjetische Zensur Gewaltszenen nicht filterte, sofern diese mit den ideologischen Vorgaben konform waren. Dies betraf beispielsweise die Zurschaustellung der Vernichtung der Feinde der Sowjetmacht.
Schwerpunkte der sowjetischen Zensurtätigkeit waren:
- sogenannte „antisowjetische Propaganda“, inklusive aller Werke, die nicht mit der Richtung der ideologischen Vorgaben übereinstimmten, auch wenn das politische System in der UdSSR nicht direkt angegriffen wurde
- militärische und wirtschaftliche Geheimnisse einschließlich der Informationen über die Orte von Gefängnissen und Zwangsarbeitslagern
- negative Informationen über den Stand der Dinge in der Sowjetunion (beispielsweise Katastrophen, wirtschaftliche Probleme, Konflikte zwischen Nationalitäten, negative soziale Erscheinungen und dergleichen).

Informationen, wie unangenehme Allusionen (Anspielungen) auf die Realität, sollten gefiltert werden.
Die Mehrheit der Historiker hebt den totalitären Charakter der sowjetischen Zensur hervor und unterstellt den zensierenden Organen eine Kontrolle im Interesse der in der Sowjetunion alleinherrschenden kommunistischen Partei. Russische Bürgerrechtler behaupten, dass die Praktik der Zensur die internationalen Beziehungen der UdSSR nachhaltig störte.
Es existieren verschiedene Ansichten hinsichtlich der Zensur wissenschaftlich-technischer Informationen. Der ehemalige hochrangige Glawlit-Mitarbeiter Wladimir Solodin behauptet, dass die Zensur niemals technische und wissenschaftliche Literatur kontrollierte, doch eine Reihe von Wissenschaftlern führt aus, dass Verbote und Zensur im Bereich der Wissenschaften wie Kernphysik, Psychologie, Soziologie, Kybernetik, Biologie und Genetik üblich waren. Abgesehen davon waren die Werke einzelner Autoren unabhängig von ihrer Form und ihrem Inhalt verboten.
Nach Auffassung des Spezialisten für Informationssicherheit N. W. Stoljarow gab es in der UdSSR unnötig viele Staatsgeheimnisse, und die verbotene Verbreitung von Institutsgeheimnissen in der Öffentlichkeit kam deshalb ebenso häufig vor. Die daraus resultierende ausufernde Geheimhaltung führte dann dazu, dass die wissenschaftlichen Institute nicht mehr in der Lage waren, seriöse, kritische Analysen zu liefern.

## Historische Vorläufer

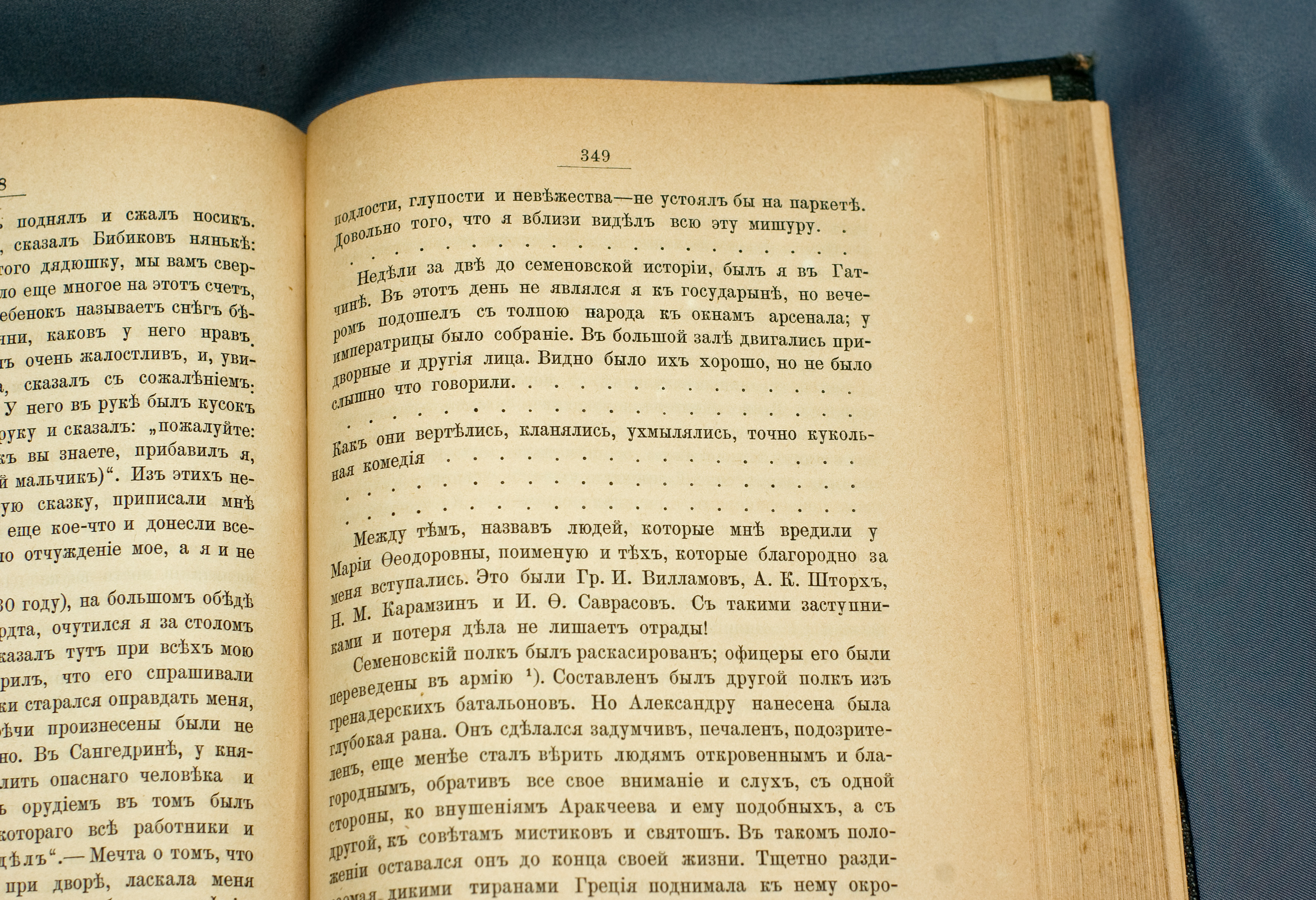
Ein Beispiel für die Zensur im russischen Zarenreich ist diese Ausgabe des Buches Erinnerungen aus meinem Leben von N. I. Gretsch (1886). Die Zensoren ersetzten unliebsame Textpassagen durch Punkte.

Ein Verbot von Lektüre kam gleichzeitig mit den ersten Büchern zur Zeit der Christianisierung der Kiewer Rus auf. Die erste erhalten gebliebene „Liste schädlicher Bücher“ datiert in das Jahr 1073 zurück.
Die eigentliche Zensur entstand in Russland in der zweiten Hälfte des 16. Jahrhunderts mit dem Erscheinen des Buchdrucks. Zuerst auf religiöse Themen beschränkt, dehnte sich die Zensurtätigkeit später auch auf weltliche Themen aus.
Im letzten Viertel des 18. Jahrhunderts bestand im russischen Zarenreich faktisch ein Staatsmonopol für den Druck von Büchern. „Epoche des Zensurterrors“ oder „Finstere Sieben Jahre“ heißen die letzten Jahre der Regierungszeit von Zar Nikolaus I. (1848–1855). Der Autor Arlen Bljum schrieb, dass viele Gemeinsamkeiten zwischen den Methoden der Zensur in dieser Periode und denen der kommunistischen Zensur bestanden.
Ein besonders scharfer Kritiker der russischen Zensoren im 19. Jahrhundert war der Schriftsteller Michail Jewgrafowitsch Saltykow-Schtschedrin. Ungeachtet dieser Hindernisse erschienen in den Jahren von 1901 bis 1916 in Russland 14.000 Zeitschriften, davon allein 6000 in Sankt Petersburg und Moskau. Wie Professor Pawel Reifman schrieb, war die Zensur im vorrevolutionären Russland streng, in der Sowjetunion erreichte sie jedoch einen bis dahin unbekannten Einfluss und wurde allumfassend und allmächtig.

## Einführung der Zensur
Eine harte Zensur wurde von den Bolschewiki bald nach ihrer Machtergreifung am 25. Oktoberjul. / 7. November 1917greg. in Russland eingeführt. Druckereien wurden unter die Kontrolle der neuen Machthaber gestellt und der Druck von sogenannten „bürgerlichen Zeitungen“ wurde unterbunden. Lenin erläuterte dazu: „Wir haben bereits früher erklärt, dass die bourgeoisen Zeitungen geschlossen werden, sobald wir die Macht in den Händen halten. Die Existenz solcher Zeitungen zu dulden, hieße damit aufzuhören, Sozialisten zu sein.“
Bereits am 27. Oktoberjul. / 9. November 1917greg. beschloss der Rat der Volkskommissare (Sownarkom) das Dekret über die Presse, das die Schließung der Zeitungen vorsah, die zum Ungehorsam gegenüber der neuen Regierung aufforderten, „Unruhe durch die Veröffentlichung von Falschinformationen stifteten“ und die zu „Handlungen verbrecherischen Charakters aufriefen“.
Zu Lenin in Opposition stehende Bolschewiken verglichen das Dekret bei seiner Bekanntmachung mit der zaristischen Zensurvorschrift von 1890 und wiesen auf die inhaltliche Ähnlichkeit beider Regelungen hin. Auf der Grundlage des Dekretes über die Presse wurden von Oktober 1917 bis zum Ende des Jahres 150 und bis zum Juni 1918 weitere 320 oppositionelle Zeitungen verboten und eingestellt.
Am 4. Novemberjul. / 17. November 1917greg. nahm das Allrussische Zentrale Exekutivkomitee mit seiner Mehrheit die Resolution der bolschewistischen Fraktion zur Unterstützung der Pressepolitik des Sownarkom an. Am 6. Novemberjul. / 19. November 1917greg. rief die Gewerkschaft der Drucktechniker, die von oppositionellen Menschewiki geleitet wurde, zu einem allgemeinen Proteststreik gegen die Schließung von Zeitungen auf. Dieser fand jedoch nicht stand, da die Mehrheit der russischen Drucktechniker den Aufruf nicht unterstützte.
Am 8. November 1917 beschloss der Sownarkom ein Dekret Über das Monopol zum Druck von Bekanntmachungen, das den Druck neuer Bekanntmachungen der kommunistischen Regierung ausschließlich durch staatseigene Zeitungen vorsah. Durch dieses Dekret verloren die privat betriebenen Zeitungen viele Leser und gerieten in finanzielle Probleme.
Am 28. Januar 1918 verabschiedete der Sownarkom das Dekret Über die revolutionären Pressetribunale, nach dem für „konterrevolutionäre Tätigkeiten“ Strafen vom Verbot der Zeitung bis hin zum Verlust der politischen Rechte und Freiheitsentzug verhängt wurden. Die Tribunale hatten die Möglichkeit, das Erscheinen von Zeitungsausgaben zu verhindern, wenn diese „Falschinformationen verbreiteten“. Die Pressetribunale existierten bis zum Mai 1918.
Am 4. März 1918 nahm der Sownarkom den Beschluss „Über die Kontrolle der Kinounternehmen“ an, der die bis dahin privaten Kinos den lokalen Sowjets unterstellte. Ab August 1919 wurden alle Foto- und Filmstudios verstaatlicht.
In den Jahren 1918 bis 1919 konfiszierte man alle privaten Druckmaschinen und verstaatlichte die Papierindustrie, sodass ohne die Erlaubnis der Regierung und der Kommunistischen Partei keine Zeitung mehr erscheinen konnte. Die juristische Grundlage dieses Zustands wurde in der Verfassung der Russischen Sozialistischen Föderativen Sowjetrepublik (RSFSR) von 1918 gelegt, in der gemäß dem Konzept des Klassenkampfes die Meinungsfreiheit nur den sozialen Klassen der Arbeiter und Bauern garantiert wurde, jedoch nicht den übrigen Klassen der russischen Gesellschaft.
Die in der RSFSR und später der Sowjetunion regierende Kommunistische Partei verkündete „die sozialpolitische und ideelle Einheit der Gesellschaft“. Ideologischer Pluralismus wurde prinzipiell abgelehnt:

«ленинская партия… непримиримо выступает против любых взглядов и действий, противоречащих коммунистической идеологии.»

„[Die] Leninsche Partei […] tritt unversöhnlich gegenüber beliebigen Ansichten und Taten auf, die der kommunistischen Ideologie widersprechen.“

In der 3. Auflage der Großen Sowjetischen Enzyklopädie (1969–1978) war unter dem Lemma „Zensur“ zu lesen:

«Конституция СССР в соответствии с интересами народа и в целях укрепления и развития социалистического строя гарантирует гражданам свободу печати. Государственный контроль установлен с тем, чтобы не допустить опубликования в открытой печати и распространения средствами массовой информации сведений, составляющих государственную тайну, и др. сведений, которые могут нанести ущерб интересам трудящихся.»

„Die Verfassung der UdSSR garantiert den Bürgern entsprechend den Interessen des Volkes und zur Festigung und Entwicklung der sozialistischen Ordnung die Freiheit der Presse. Die staatliche Kontrolle wird eingerichtet, damit nicht durch die Veröffentlichung von Informationen, die Staatsgeheimnisse darstellen, und deren Verbreitung in den Massenmedien den Interessen der Werktätigen Schaden zugefügt wird.“

Nach Ansicht des Historikers Alexander Nekritsch bestand das Ziel der sowjetischen Zensur darin, „ein neues kollektives Gedächtnis des Volkes zu entwickeln; die Erinnerung an die wirklichen Ereignisse zu reinigen und all das aus dieser reinen Vergangenheit auszuschließen, was nicht mit ihr übereinstimmte oder direkt den historischen Ansprüchen der Kommunistischen Partei entgegentrat.“

## Militärische Zensur und Politkontrolle der OGPU
Im Zusammenhang mit dem Beginn des Russischen Bürgerkriegs trat in den von der Roten Armee kontrollierten Gebieten die militärische Zensur in Erscheinung, die für die Kontrolle aller in Bezug zu militärischen Angelegenheiten stehenden Themen verantwortlich war. Anfangs Sache des Revolutionären Militärrats und des Volkskommissars für Post- und Telegrafiewesen, wurde der Tätigkeitsbereich der Militärzensur 1921 an die Geheimpolizei Tscheka (später OGPU) übergeben.
Am 21. Juni 1918 bestätigte der Vorsitzende des Revolutionären Militärrates der Republik Leo Trotzki, dass „eine Militärzensur von Zeitungen, Zeitschriften und aller Werke hauptberuflicher Pressemitarbeiter“ existiere und dass „ein Verzeichnis von Informationen, die einer vorläufigen Sichtung [durch die Militärzensur] unterliegen“ definiert wurde. Eine „Instruktion der Militärzensoren“ wurde ausgearbeitet und es erfolgte die Gründung der Zensurabteilung des Revolutionären Militärrates. Am 23. Dezember 1918 wurde ein neuer „Leitfaden der Militärzensur“ herausgegeben. Im Rahmen dieser Anweisung entstanden die Zensurabteilungen in den Verbänden der Roten Armee. Der „Leitfaden der Militärzensur“ wurde jährlich präzisiert und verbessert.
Am 10. August 1920 verabschiedete der Revolutionäre Militärrat ein Dokument, dem zufolge alle Redaktionen von Zeitungen, Zeitschriften, Fotografen usw. verpflichtet wurden „zwei Korrekturfahnenexemplare an die Militärzensur abzugeben und dass in der Zeitspanne von der Abgabe bei der Militärzensur alle vermutlich mit der Veröffentlichung verbundenen Pressematerialien (mit Ausnahme von Formularen, Handelsbüchern u. ä.) bis zu ihrer Publikation mit Genehmigung durch die Militärzensur einem vorläufigen Veröffentlichungsverbot unterliegen. […] Es ist vorgeschrieben, dass alle neuen Filme vor ihrer Auslieferung an die Kinos durch einen Vertreter der Militärzensur zur Probe angesehen werden müssen.“ Gemäß den Zuständigkeiten der Militärzensur wurde die Kontrolle der Post, der Zeitungen und der Telegrafie an die Geheimpolizei Tscheka übertragen. Die vollständige Übergabe aller Funktionen der Militärzensur an die Tscheka war im August 1921 abgeschlossen.
Am 21. Dezember 1921 wurde im Rahmen der OGPU eine Abteilung für Politkontrolle eingerichtet, deren Aufgabenbereich in der Zensur der Post und der telegrafischen Korrespondenz lag. Die Vollmachten dieser Abteilung waren umfangreicher als die der kurz zuvor abgeschafften militärischen Zensur: Außer der Überprüfung und der Beschlagnahme von Briefen und Telegrammen führten die Mitarbeiter dieser Abteilung Kontrollen von Druckereien und Buchhandlungen durch, sichteten nach Sowjetrussland importierte und zu exportierende Drucksachen, Tonträger und Filme. Ab dem 8. März 1922 wurde die Überwachung der Tätigkeit von Kinos und Theatern eingeführt. Die Politkontroll-Abteilung leitete zuerst B. E. Etingof, der später von I. S. Surta abgelöst wurde.
Weiterhin machten die Mitarbeiter der Politkontrolle bei der Betrachtung ihrer Arbeit den Vorschlag, die überflüssigen Zuständigkeiten von Glawlit und des Hauptkomitees zur Kontrolle des Schauspiels und des Repertoires (Glawrepertkom) für literarische Werke abzuschaffen. Beispielsweise wurde auf Hinweis dieser Abteilung der OGPU ein Sammelband von Erzählungen Boris Andrejewitsch Pilnjaks mit dem Titel Смертельное манит (deutsch: Todbringendes lockt) konfisziert, der bereits durch die Zensur gegangen war.
Im August 1922 überprüften die Mitarbeiter der Politkontrolle 135.000 von 300.000 Paketen und alle 285.000 Briefe, die von der RSFSR in das Ausland geschickt wurden.

## Nach dem Bürgerkrieg
Nach dem Ende des Bürgerkriegs und der Verkündung der Neuen Ökonomischen Politik entstanden in der RSFSR viele neue Verlage, Zeitungen und Zeitschriften, die eine neue unabhängige Presse bildeten. Die parteitreue Sowjetpresse erlebte in dieser Zeit ihre „schwerste Krise“. Zeitgleich fand eine öffentliche Diskussion zwischen den Demokratisierung und Pressefreiheit für das gesamte politische Spektrum verlangenden Anhängern Gawriil Iljitsch Mjasnikows und den Anhängern Lenins statt.
Lenins Antwort auf die Forderungen Mjasnikows lautete wie folgt:

«Свобода печати в РСФСР, окружённой врагами всего мира, есть свобода политической организации буржуазии и её вернейших слуг – меньшевиков и эсеров. Это факт неопровержимый. Буржуазия (во всём мире) ещё сильнее нас и во много раз. Дать ей ещё такое оружие, как свобода политической организации (свободу печати, ибо печать есть центр и основа политической организации), значит облегчать дело врагу, помогать классовому врагу. Мы самоубийством кончать :не желаем и потому этого не сделаем.»

„Die Pressefreiheit in der von Feinden aus aller Welt umschlossenen RSFSR ist die Freiheit der politischen Organisation für die Bourgoisie und ihre treuesten Diener – die Menschewiki und die Sozialrevolutionäre. Das ist ein unwiderlegbarer Fakt. Das Bürgertum (in der ganzen Welt) ist um ein Vielfaches stärker als wir. Dem Bürgertum auch noch solche Waffen wie eine Liberalisierung des politischen Systems (Die Pressefreiheit ist ein Zentrum und eine Grundlage der politischen Organisation.) in die Hand zu geben heißt, die Tätigkeit des Feindes zu erleichtern, dem Klassenfeind zu helfen. Wir würden Selbstmord begehen. Das wollen wir nicht und deswegen werden wir das nicht machen.“

Außer dem in Russland berühmten Satz über das, „[…] was [im Sinne des Begriffes Medien] am bedeutendsten ist aus allen Künsten  … das Kino“, äußerte sich Lenin in demselben Gespräch mit dem Volkskommissar für das Bildungswesen (Narkompros) Anatoli Wassiljewitsch Lunatscharski über die Zensur der Filme:

«Конечно, цензура всё-таки нужна. Ленты контрреволюционные и безнравственные не должны иметь место.»

„Natürlich ist die Zensur trotzdem notwendig. Streifen, die konterrevolutionär und unmoralisch sind, dürfen keinen Platz haben.“

Lenin forderte strengere Zensurbestimmungen sowie die Ausbürgerung einer großen Gruppe von Literaten, Philosophen und anderen Wissenschaftlern und Künstlern, die von den Bolschewisten als Feinde der Sowjetmacht angesehen wurden (→Philosophenschiff).  Mjasnikow wurde im Mai 1923 verhaftet und wurde auf diese Weise einschließlich seiner Anhänger von der politischen Bühne in der Sowjetunion entfernt.

## Zentralisierung
Im Laufe der 1920er Jahre wurden die vereinzelten Organe der sowjetischen Zensur zentralisiert. Aus ihnen ging im Ergebnis mehrerer Umorganisationen Glawlit, die Hauptverwaltung der Angelegenheiten der Literatur und des Verlagswesens hervor. Das in diesen Jahren entwickelte Zensursystem erwies sich als derart effektiv, dass es nahezu unverändert bis zum Zerfall der Sowjetunion Bestand hatte.
In dieser Periode wurden die Zensurbestimmungen weiter verstärkt. Um antisowjetische Werke bereits während ihrer Entstehung zu entdecken, wurden getarnte Mitarbeiter der Glawlit in das Umfeld sowjetischer Schriftsteller eingeschleust. Eines der ersten Opfer der neuen Zensurbehörde wurde der Schriftsteller Michail Bulgakow mit seiner Erzählung Hundeherz. Die Veröffentlichung von Informationen über die sowjetischen Konzentrationslager, Zugunglücke, Berichte über Sitzungen der Jugendkommission, „Informationen über Streiks, antisowjetische Massenaktionen, Manifestationen, Unruhen und Aufruhre“ und Ähnliches wurde untersagt. Die Repertoires von Theatern, Vorlesungen in Dorfklubs und sogar einfache Wandzeitungen standen unter der Kontrolle der Glawlit.
1925 wurden Berichte über Selbstmorde und Fälle von Geisteskrankheit im Zusammenhang mit Arbeitslosigkeit und Hunger untersagt, man durfte nicht „über den Verschmutzungsgrad des Brotes mit Rüsselkäfern, Milben und anderen Schädlingen schreiben, um Panik zu vermeiden […] und eine böswillige Berichterstattung über diese Tatsachen zu verhindern.“
1929 schrieb die Glawlit vor, die Durchführung von Tanzveranstaltungen genehmigungspflichtig zu machen: „Ab dem gegenwärtigen Zeitpunkt ist die Durchführung einer Tanzveranstaltung von der Gublit [Abt. der Glawlit] und der zuständigen Verwaltung für politische Erziehung zu genehmigen.“

### Gosisdat
Nach Ansicht russischer Historiker spielte die Periode von 1919 bis 1921 eine bedeutende Rolle bei der Entstehung der sowjetischen Zensur, weil in diesem Zeitraum der erste Versuch einer Zentralisierung unternommen wurde. Die Verlagsabteilungen des Allrussischen Zentralen Exekutivkomitees (WZIK), der Moskauer und Petrograder Sowjets und weiterer Räte wurden zum Staatlichen Verlag der RSFSR (Gosisdat) vereinigt. Am 21. Mai 1919 wurde der Zusammenschluss per Verordnung des WZIK festgelegt. Zum Direktor des Gosisdat wurde Wazlaw Borowski ernannt. Der Gosisdat wurde eine staatliche Behörde und hatte die Zensurgewalt über alle Verlagszweige bis zum Auftreten der Glawlit inne. Die Zensurabteilung im Gosisdat nannte sich Politdienst. Sie wurde von Nikolai Leonidowitsch Meschtscherjakow geleitet, der in der Folgezeit zum ersten Direktor der Glawlit ernannt wurde.

### Schaffung der Glawlit

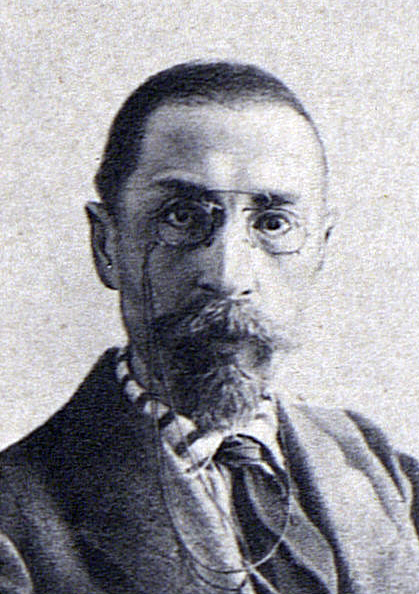
Nikolai Leonidowitsch Meschtscherjakow war der erste Leiter der sowjetischen Zensurbehörde Glawlit

Am 6. Juni 1922 wurde per Dekret des Sownarkom der RSFSR die Glawlit als untergeordnete Behörde des Volkskommissariat für Bildungswesen (Narkompros) mit dem Ziel geschaffen, „alle Zensurorgane der Druckindustrie zu vereinigen“. Formal war die Glawlit bis 1946 dem Narkompros und später dem Ministerrat der UdSSR unterstellt, faktisch wurde aber die Zensur durch die Kommunistische Partei ausgeübt. Die Kandidatur der Direktoren der Glawlit wurde durch das Zentralkomitee der KPdSU auf den Vorschlag des Vorsitzenden der parteiinternen Presse- und Verlagsabteilung hin bestätigt. Nach der Gründung der UdSSR am 30. Dezember 1922 war die Glawlit in folgenden Ebenen organisiert: Neben der für die gesamte Sowjetunion als Oberbehörde zuständigen Unions-Glawlit existierte ein Netz von örtlichen Unterbehörden. Die einzige Sowjetrepublik, die keine lokale Glawlit-Behörde besaß, war die RSFSR. Für sie war die Unions-Glawlit zuständig.
Am 9. Februar 1923 wurde in der Organisationsstruktur der Glawlit das bereits erwähnte Hauptkomitee zur Kontrolle des Schauspiels und des Repertoires (Glawrepertkom) geschaffen.
Unter der Geheimhaltungsstufe Streng Geheim wurde 1925 eine erste Version einer „Liste der für die Publikation in der öffentlichen Presse nicht zugelassenen Informationen“ erstellt. Der Text dieser ersten Liste hatte 16 Seiten und enthielt 96 Stichpunkte. Außer diesem Verzeichnis wurden Rundschreiben mit Hinweisen auf zu zensierende Informationen erstellt. Ihre Zahl wuchs schnell. In der Version des Dokuments, die in den letzten Jahren der Sowjetunion verwendet wurde und das seit langem die Form eines Buches angenommen hatte, existierten 213 Abschnitte. In jedem dieser Abschnitte waren durchschnittlich 5 bis 6, manchmal bis zu 12 Stichpunkte enthalten.
Weiter entstand das Verb salitowat als Tätigkeitsbegriff für die Erlangung der Publikationserlaubnis bei den Zensoren der Glawlit. Der Historiker Arlen Bljum schrieb:

«Без разрешительной визы органов Главлита не могло появиться ни одно печатное произведение, имеющее хотя бы оттенок вербального смысла, – вплоть до почтовой марки, визитной карточки, спичечной наклейки и пригласительного билета.»

„Ohne den Konzessionsschein der Organe der Glawlit konnte kein Druckwerk erscheinen, das zumindest die Nuance eines verbalen Sinnes hatte – bis hin zu Briefmarken, Visitenkarten, Streichholzschachteln und Einladungen.“

Ausgenommen von der Kontrolle der Glawlit (d. h. von jeglicher Zensur mit Ausnahme von Militärpersonen) waren Veröffentlichungen der kommunistischen Partei, der Kommunistischen Internationale (Komintern), Veröffentlichungen des Gosisdat, die Zeitung Iswestija und die wissenschaftlichen Arbeiten von Angehörigen der Akademie der Wissenschaften. Weiter wurden von der vorläufigen Zensur die Publikationen des Instituts für wissenschaftliche Informationen über Gesellschaftswissenschaften (INION) der Akademie der Wissenschaften der UdSSR und hinsichtlich gewisser Informationen eine Reihe von  Zeitschriften ausgenommen. Diese Institutionen besaßen statt der Glawlit eigene interne Zensurorgane.
Verletzungen der Zensurvorschriften durch Autoren wurden mit den folgenden Maßnahmen geahndet:
1. Gespräch zwischen Autor und Zensor
2. zwei- bis dreimalige Verwarnungen durch den Zensor
3. Einschreiten der Parteiorgane der kommunistischen Partei, Vorladung des Beschuldigten
4. Eingreifen der Staatssicherheit (GPU, OGPU, NKWD, KGB)[44]

Am 7. März 1927 stellte der Chef der Glawlit Pawel Iwanowitsch Lebedew-Poljanski im Organisationsbüro des Zentralkomitees der kommunistischen Partei den schriftlichen Bericht über die Arbeit seiner Behörde vor. In ihm wurde besonders deutlich das Selbstverständnis der Glawlit hervorgehoben:

«[…] В области художественной литературы, по вопросам искусства, театра и музыки ликвидировать литературу, направленную против советского строительства […] Литературу по вопросам философии, социологии, ярко идеалистического направления не разрешать, пропуская лишь в ограниченном тираже классическую литературу и научного характера […] Можно и должно проявлять строгость по отношению к изданиям со вполне оформившимися буржуазными художественными тенденциями литераторов. Необходимо проявлять беспощадность по отношению к таким художественно-литературным группировкам […]»

„[…] Auf dem Gebiet der Belletristik, der Bücher über Kunst, das Theater und die Musik, diejenige Literatur, die gegen den sowjetischen Aufbau gerichtet ist, abzuschaffen […] Literatur über Philosophie, Soziologie in der die idealistische Richtung vertreten wird mit Ausnahme von beschränkten Auflagen der Klassiker und wissenschaftlicher Werke nicht zu erlauben […] Man kann und muss Strenge in Bezug auf die Veröffentlichungen von bürgerlichen Literaten walten lassen, die durchaus die Formalitäten der Zensur einhalten. Man muss Erbarmungslosigkeit gegenüber solchen künstlerisch-literarischen Gruppierungen zeigen […]“

Am 13. April 1928 wurde per Verordnung des Sownarkom die Hauptverwaltung für Angelegenheiten der künstlerischen Literatur und der Künste (Glawiskusstwo) geschaffen. Ihre Aufgabengebiete überschnitten sich derart häufig mit denen des Glawrepertkom, das am 26. Februar 1929 das Sownarkom der RSFSR eine Anordnung Über die Abgrenzung der Funktionen von Glawrepertkom und Glawiskusstwo erließ, in der dem Glawrepertkom die Aufgabe „der politischen Kontrolle des Repertoires der Schauspielbetriebe“ ohne Einmischung „in die eine oder andere Interpretation oder den Stil der Aufführungen“ zugewiesen wurde.

### Entstehung des Rundfunks
Praktisch zeitgleich mit dem Aufkommen regelmäßiger Rundfunksendungen in der UdSSR wurde 1924 auch ein System zur Zensur dieser Sendungen eingeführt. Eine Anordnung der Aktiengesellschaft „Radioperedatschi“ (dt. Rundfunksendung) legte 1927 endgültig fest, dass alle Sendungen einen im Voraus überprüften und von der Zensur genehmigten Text haben sollten.
1928 wurde die Arbeit von Radioperedatschi als ineffizient eingeschätzt und die Gesellschaft daraufhin liquidiert. Per Beschluss des Zentralkomitees der Kommunistischen Partei wurde das Unionskomitee für den Rundfunk unter der Leitung des Volkskommissariats für das Post- und Fernmeldewesen (kurz Narkompotschtel, russisch Наркомпочтель) am 10. September 1931 gegründet. Im Januar 1933 wurde es in „Unionskomitee zur Erstellung und Sendung von Rundfunkübertragungen“ (Gosteleradio) per Dekret des Sownarkom umbenannt und stellte das staatliche Pendant zum Verlag Gosisdat für das Medium Rundfunk dar.

### Einrichtung der Spezchran
Zu Beginn der 1920er Jahre wurde eine Kampagne zur Beseitigung „ideefremder“ Literatur aus den Beständen der russischen Bibliotheken ins Leben gerufen. Federführend bei der Durchführung dieser Kampagne war unter anderem Lenins Frau, Nadeschda Konstantinowna Krupskaja.
Zunächst wurden die Bücher einfach zerstört (→Bücherzerstörung), aber ab 1926 wurden in den großen Bibliotheken sogenannte Abteilungen zur speziellen Aufbewahrung (Spezchran) geschaffen, in denen per Verfügung der Zensurorgane diejenigen Bücher und Periodika untergebracht wurden, zu denen man nur bei Erhalt einer speziellen Ausnahmegenehmigung der Zensur Zugang erlangen konnte. In der im November 1926 erlassenen Bestimmung über die Spezchran in den Bibliotheken wurde festgelegt, welche Literatur in diese geheimen Bestände aufzunehmen war:
1. Literatur, die in der UdSSR erschienen war und aus dem allgemeinen Gebrauch entfernt wurde,
2. im Exil entstandene russische Literatur, die eine wissenschaftliche oder politische Bedeutung hatte und
3. Werke, die von anderen Behörden den öffentlichen Bibliotheken zur speziellen Aufbewahrung übergeben wurden.

Die ersten Spezchran entstanden in den größten Bibliotheken auf der Grundlage der unbedeutenden Bestände der noch bis zur russischen Revolution existierenden „geheimen Abteilungen“ aus der Zarenzeit. Der Umfang der sowjetischen Spezchran war im Gegensatz dazu einfach gigantisch. In einigen dieser Abteilungen befanden sich bis 1987 bis zu einer halben Million Bücher und Periodika.
Die Zusammensetzung der Literatur, die den Spezchran zugeführt wurde, veränderte sich ständig und wurde detailliert dokumentiert. Der Einlieferung in die Spezchran unterlagen immer die Werke von verfolgten Schriftstellern. Einer besonders voreingenommenen Bewertung wurden die im Ausland gedruckten Werke unterzogen. Und zur Menge der der allgemeinen Nutzung vorenthaltenen Drucksachen gehörten auch mehr als 400 führende westliche politische Zeitungen und alle Werke der russischen Emigranten unabhängig von ihrem Inhalt.
Beliebige ausländische Literatur konnte in zwei große Kategorien eingeteilt werden: Literatur für die allgemeine Benutzung, die in Geschäften, Bibliotheken und ähnlichen Einrichtungen verfügbar war und Literatur, die nur innerhalb der Spezchran benutzt werden konnte. Für die Literatur in den Spezchran existierten vier unterschiedliche Zugriffsniveaus, die mit Geheim 1, Geheim 2, Geheim 3 und Geheim 4 bezeichnet wurden. Diese Zugriffsniveaus wurden jeweils für den gesamten Inhalt einer Spezchran-Abteilung festgelegt. So hatte beispielsweise die Spezchran der in Leningrad befindlichen Bibliothek der Akademie der Wissenschaften der UdSSR das Zugriffsniveau Geheim 4. Das Zugriffsrecht Geheim 1, das de facto den Vollzugriff auf alle Inhalte sämtlicher Spezchran bedeutete, hatten nur Mitglieder des ZK der Kommunistischen Partei, Angehörige der Staatssicherheitsorgane, Mitarbeiter der Lenin-Bibliothek und Angehörige des INION. Mit jeweils niedrigeren Zugriffsniveaus reduzierte sich der Umfang der in der Spezchran erhältlichen Literatur. Unter der Kategorie Geheim 4 war nur noch rund ein Viertel aller zum eingeschränkten Gebrauch vorgesehenen Literatur verfügbar. Um 1965 befanden sich in der als Geheim 4 eingestuften Spezchran der Akademie der Wissenschaften der UdSSR 24433 Bücher.
Der Vermerk über das Zugriffsniveau auf die Spezchran wurde vom Zensor der Spezchran in die Benutzerkartei eingetragen. Ab dem 10. Juni 1938 wurden dafür Stempel in Form eines Sechsecks benutzt, die als „Scheiben“ bezeichnet wurden. Eine Scheibe bedeutete dabei Zugriffsniveau Geheim 4, weitere Scheiben jeweils höhere Zugriffsniveaus.

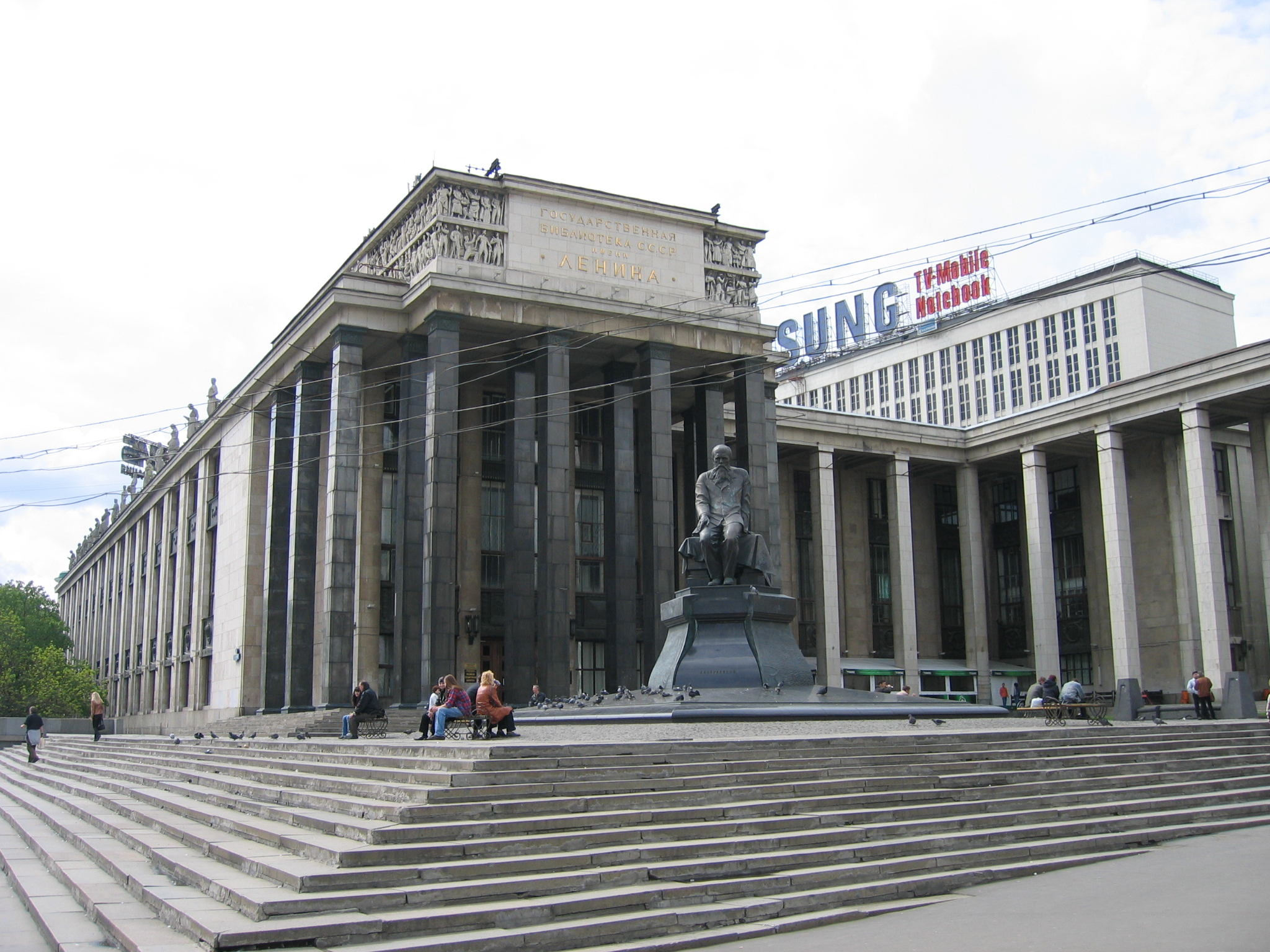
Das Gebäude der ehemaligen Lenin-Bibliothek (heute Russische Staatsbibliothek) beinhaltete eine Spezchran mit den besonders geheimgehaltenen Büchern der speziellen Literaturforschung in der Sowjetunion

Die spezielle Literaturforschung, deren Bestand sich in der Spezchran der Lenin-Bibliothek befand, unterteilte diesen in folgende Gruppen:
- russische Literatur des späten 19. und vom Anfang des 20. Jahrhunderts und russischsprachige sowjetische Autoren wie Anna Andrejewna Achmatowa, Ossip Emiljewitsch Mandelstam, Michail Afanassjewitsch Bulgakow, Igor Sewerjanin, Alexei Michailowitsch Remisow, Fjodor Sologub usw.
- fremdsprachige Literatur, die in der UdSSR kaum veröffentlicht wurde, sie umfasste Autoren wie Marcel Proust, John Dos Passos und andere
- Tamisdat-Literatur, das heißt die im Ausland veröffentlichten Werke verbotener russischer und sowjetischer Schriftsteller
- Bücher religiösen Inhalts: dazu gehörten neben Bibel, Koran und Talmud auch die Werke russischer Religionsphilosophen
- Bücher über die westlichen philosophischen Richtungen und Psychologie
- sowjetische und aus dem Ausland stammende Ausgaben über die Semiotik, Strukturalismus usw. (beispielsweise die Bücher von Juri Michailowitsch Lotman, Michail Michailowitsch Bachtin oder Boris Michailowitsch Eichenbaum).

Darüber hinaus wurde in dieser Spezchran auch wissenschaftliche Literatur über Themen der Biologie, Kernphysik, Soziologie, Kybernetik und Genetik aufbewahrt. Außerdem wurden die Bestände stetig durch Literatur ergänzt, die der Bibliothek von verschiedenen Behörden unter dem Geheimhaltungsgrad „Nur für den Dienstgebrauch“ zur Aufbewahrung überlassen wurden. Hauptsächlich handelte es sich um technische Literatur oder um wirtschaftliche Statistiken.

### Schutz staatlicher Geheimnisse
Bis 1921 wurden in Sowjetrussland keine Versuche unternommen, die Vorschriften zur Bearbeitung und Aufbewahrung geheimer Dokumente zu vereinheitlichen. Am 13. Oktober 1921 wurde per Dekret des Sownarkom das „Verzeichnis geheimer nicht zur Verbreitung in der Öffentlichkeit vorgesehener Informationen“ bestätigt. Die geheimzuhaltenden Dokumente wurden in Informationen militärischer Natur und ökonomischer Natur untergliedert. Am 20. August 1922 bestätigte das Sekretariat der Kommunistischen Partei die „Verordnung über die Aufbewahrung und den Transport von Verschlusssachen“. In diesem Dokument wurde erstmals die Schaffung von Geheimhaltungsabteilungen in allen staatlichen Behörden für die Organisation und Führung geheimer Akten angewiesen.
Am 24. April 1926 wurde vom Sownarkom die Schaffung eines „Verzeichnis von Dokumenten, deren Inhalt speziell zu schützende staatliche Geheimnisse sind“ bestätigt. Die Dokumente wurden in drei Gruppen aufgeteilt: militärische Informationen, wirtschaftliche Informationen und Informationen anderen Inhalts. Außerdem wurden drei Geheimhaltungsstufen eingeführt: „streng geheim“, „geheim“ und „nicht bekannt zu machen“. Im Juni 1926 gab eine Spezialabteilung der OGPU das „Verzeichnis der Gegenstände streng geheimer, geheimer und nicht bekannt zu machender Korrespondenz“ heraus. Dieses war noch detaillierter als das Dokument des Sownarkom und unterteilte die Inhalte bereits in vier Gruppen: militärische Informationen, finanzwirtschaftliche Informationen, politische Informationen inklusive der Interna der Kommunistischen Partei und sonstige Informationen.
Am Ende der 1920er Jahre hatte man die Vereinheitlichung der Zusammensetzung der Geheimhaltungsbehörden durchgeführt und es wurde eine standardisierte Nomenklatur der Dienststellen der Geheimhaltungsstruktur in den staatlichen Institutionen und Behörden definiert. In den größten Volkskommissariaten wurden Geheimhaltungsabteilungen geschaffen, in den übrigen Geheimhaltungsdienststellen – die in dem kleineren Maßstab dieser Behörden letztlich auch so etwas wie Abteilungen darstellten. Die Struktur der Geheimhaltungsabteilungen war wie folgt gegliedert: ein Büro für die Verschlusssachenbearbeitung, ein Schreibmaschinenbüro, ein Stenografiebüro, eine Kontrollgruppe, eine Gruppe für die Dokumentenverteilung sowie das Büro für Zugangsberechtigungen und Auskünfte.
1929 wurde die „Instruktion der örtlichen Organe der OGPU zur Kontrolle des Zustandes der Geheimhaltungsabteilungen und der Durchführung der Geschäftsführung der Institutionen und Behörden“ in die Praxis übernommen. Dadurch wurde die Kontrolle der Geheimhaltungsvorschriften den untergeordneten Abteilungen der OGPU auferlegt.

## Stalinistische Epoche (1930 bis 1950)
Diese Periode in der Entwicklung der sowjetischen Zensur wird von dem Historiker Arlen Bljum als „Epoche des totalen Terrors“ oder von Gennadi Schirkow als die Phase einer „totalen Zensur der kommunistischen Partei“ bezeichnet. Diese Jahre wurden durch das vielschichtige System der Zensur geprägt, von der Selbstzensur bis hin zur Kontrolle der kommunistischen Partei über den staatlichen Zensurapparat. In dieser Zeit wurden nicht nur beliebige Werke verfolgter Schriftsteller, sondern sogar jegliche Erwähnung ihrer Autoren verboten (→Damnatio memoriae). Ganze Wissenschaftszweige, besonders im Bereich der Geisteswissenschaften sowie der Darstellenden und Bildenden Künste, waren während dieser Zeit in der Sowjetunion de jure nicht existent. Durch die extreme Ausübung von Zensurmaßnahmen wurden nach Merle Fainsod „die Bibliotheken zu Schrifttumsspeichern der stalinistischen Orthodoxie. […] Das Symbol des Zensors wurde zum geistigen Kennzeichen der stalinistischen Ära.“

### 1930 bis zum Beginn des Deutsch-Sowjetischen Krieges
Am 5. September 1930 verabschiedete das Politbüro des ZK der KPdSU einen Beschluss über „die Befreiung des zentralen Apparats der Glawlit von der Tätigkeit der vorläufigen Durchsicht des gedruckten Materials“. Anders als der Beschlusstitel suggeriert, wurde die Arbeit ausgeweitet, indem an dessen Stelle die Institution der Glawlit-Bevollmächtigten bei den staatlichen und gesellschaftlichen Verlagen, Radiosendern, Telegrafieagenturen, Postämtern und bei den Zollämtern geschaffen wurde. Diese Glawlit-Bevollmächtigten unterstanden der Weisungsbefugnis der (zentralen) Glawlit, waren aber Mitarbeiter jener Institutionen, in denen sie ihre Arbeit verrichteten. Ab 1931 hafteten die Glawlit-Bevollmächtigten für unautorisierte Veröffentlichungen von „antisowjetischem oder die sowjetische Wirklichkeit verzerrendem“ Material. Eine unautorisierte Veröffentlichung wurde als ein Verbrechen eingestuft.
Im Jahr 1930 fanden die ersten Säuberungen statt und genau wie die „Trotzkisten“ wurden die ersten Forschungen auf dem Gebiet der Informationstheorie durch die Sowjetmacht verboten. Die Leitung des Kommunistischen Instituts für Journalistik (KISCH), zu der der Journalist Michail Semjonowitsch Gus und der Regisseur Alexander Lwowitsch Kurs gehörten, wurde als „Importeur bourgeoiser Zeitungsmeldungen“ diffamiert.
Zu Beginn der 1930er Jahre war in der UdSSR die Erwähnung von Hungersnöten (→Zwangskollektivierung in der Sowjetunion, →Holodomor), Naturkatastrophen und sogar von schlechtem Wetter untersagt. In derselben Zeit wurde es ebenso verboten, Informationen über antisemitische Äußerungen zu veröffentlichen. Der Antisemitismus in der Zeit vor der Russischen Revolution wurde ohne Ausnahme so dargestellt, als sei er ausschließlich von der zaristischen Regierung provoziert worden. Die im Jahr 1937 in einem Sammelband erschienene Erzählung „Gambrinus“ von Alexander Iwanowitsch Kuprin wurde deshalb nur gekürzt veröffentlicht.
In dieser Zeit wurde auch die in den 1920er Jahren moderne pädagogische Fachrichtung Pädologie (Untersuchung des Verhaltens und der Entwicklung von Kindern) als „nichtmarxistisch“ verworfen. Daraufhin wurden alle Bücher über Pädologie aus den Bibliotheken und dem Buchhandlungen entfernt, ebenso alle bibliografischen Materialien, die diese Bücher referenzierten. Sie wurden im Übrigen sogar bis 1987 in den von der Glawlit geführten Listen der verbotenen Bücher aufgeführt.
Am 6. Juli 1931 veröffentlichte der Sownarkom eine neue Bestimmung über die Glawlit. Wie Gennadi Schirkow zu dieser feststellte, „war es das erste Mal in der Praxis des Staates, der sich selbst noch als sozialistisch bezeichnete, das gleichzeitig und öffentlich eine vorläufige Zensur und eine Nachzensur eingeführt wurde“. Im selben Jahr wurde der Journalist Boris Michailowitsch Wolin zum neuen Leiter der Glawlit ernannt. Er befürwortete die Zusammenfassung aller Arten der Zensur (Militärzensur, die Zensur ausländischer Schriftstücke und politisch-ideologische Zensur) sowie die Vereinigung aller regionalen Glawlit-Behörden zu einer zentralen Institution für die gesamte Sowjetunion, die dem Sownarkom untergeordnet war. Daher erhielt die Glawlit nach Peter Hübner durch die neue Bestimmung „eine fast absolutistische Macht“.
1933 begann überdies die Verschärfung der Militärzensur. Im Januar 1933 beschloss der Sownarkom die Verordnung über die Verstärkung des Schutzes von Militärgeheimnissen, die die Bildung eines vom Sownarkom bevollmächtigten Instituts zum Schutz von Militärgeheimnissen in der Presse vorsah. Die Verordnung über den Bevollmächtigten des Sownarkom für den Schutz von Militärgeheimnissen in den Abteilungen der Militärzensur wurde im November 1933 verabschiedet. Der Bevollmächtigte des Sownarkom, der gleichzeitig der Direktor der Glawlit der RSFSR war, hatte die Verantwortung für den Schutz von Militärgeheimnissen in der Presse auf dem Territorium der gesamten UdSSR inne. Glawlit-Direktor Wolin sah die Hauptaufgabe seiner Behörde in der vorläufigen Zensur von Drucksachen.
In den Jahren 1933 bis etwa Anfang 1935 reduzierte sich aufgrund der Weisung Über die Ordnung, Komplettierung, Aufbewahrung und die Beschlagnahme von Buchbeständen in den Bibliotheken des Volkskommissars für Bildung (Narkompros) die Anzahl der aus den Bibliotheken entfernten Bücher zunächst, doch ab Mitte 1935 wurde die Säuberung der Bibliotheken erneut intensiviert. Nach den von Arlen Bljum recherchierten Abrechnungsdokumenten wurden allein im Juli 1935 „aus 1.078 Leningrader Bibliotheken und Buchhandlungen durch 500 überprüfte Kommunisten rund 20.000 Bücher beschlagnahmt, die in Müllverbrennungsanlagen vernichtet wurden“. Die Säuberung der Bibliotheken verlief zudem unkoordiniert und wurde durch den Übereifer lokaler NKWD-Funktionäre auch exzessiv betrieben. Beispielsweise wurde die Bibliothek des Rajons Koselsk so gründlich geräumt, dass der stellvertretende Leiter der Verwaltung der Bibliotheken der RSFSR im Mai 1936 die Wiederauffüllung des Bestandes durch das NKWD forderte.
Am 1. Juni 1935 trat der Befehl des Volkskommissars für Verteidigung (NKO) Nr. 031 (0131) Über die Organisation der Militärzensur in der Roten Armee in der Armee und Flotte in Kraft: Mit ihm wurden die Aufgaben der Militärzensur, die seit 1921 im Zuständigkeitsbereich der Staatssicherheit lagen, wieder an die Rote Armee übergeben.
Entsprechend einem Beschluss des Organisationsbüros des ZK der KPdSU vom 9. Juli 1935 wurde die Tätigkeit des Radiokomitees reorganisiert. Die Zensur der Rundfunkübertragungen wurde aufgrund des Befehls Nr. 7 des Volkskommissars für Bildung vom 27. Dezember 1935 ebenfalls umgestellt. Die Glawlit wurde mit der Nachzensur und der „operativ-organisatorischen Durchführung der Zensur des landesweiten und lokalen Rundfunks“ beauftragt. In die Verwaltung des landesweiten Rundfunks wurde eine selbständige Zensorengruppe aus Glawlit-Bevollmächtigten integriert, die die vorläufige Zensur der Rundfunkprogramme organisierte. Das Radiokomitee arbeitete eine ausführliche Handlungsvorschrift zur Prüfung aller Texte von Rundfunksendungen durch die Vorzensoren aus.
In den durch den Großen Terror geprägten Jahren 1937 und 1938 änderte sich erneut die Zensurpolitik. War bisher der ideologisch abweichende Inhalt eines Buches für dessen Verbringung in die Spezchran ausschlaggebend, so wurde ab jetzt die Person des Autors zum entscheidenden Faktor für die Zensur eines Buches: Wurde der Autor zum Volksfeind erklärt, entfernte man umgehend seine Bücher aus den Bibliotheken. Der Inhalt der Bücher war bedeutungslos – es wurden alle Werke einschließlich aller wissenschaftlich-technischen Arbeiten entfernt. Außer der Beseitigung der Bücher wurde der Autor überdies nicht mehr in anderen Werken referenziert oder wurde ohne die Nennung des Namens zitiert. Im Verlauf dieser beiden Jahre wurden aufgrund von Zensurmaßnahmen 16.453 Bücher verboten und 24.138.799 gedruckte Exemplare aus den Bibliotheken und Buchhandlungen entfernt.
Am Ende der 1930er Jahre überwachte die Glawlit ungefähr 70.000 Bibliotheken, neben 1.800 Zeitschriften wurden fast 40.000 Bücher mit einer Gesamtauflage von 700 Millionen Exemplaren durch die Vorzensur kontrolliert. Die Zensurbehörde Glawlit hatte im Jahr 1938 5.800 Mitarbeiter.
Nach der Unterzeichnung des deutsch-sowjetischen Nichtangriffspaktes wurde die antifaschistische Literatur aus den Bibliotheken entfernt sowie aus den Theaterprogrammen und den Beständen der Filmverleihe die den deutschen Nationalsozialismus kritisierenden Werke herausgenommen. Die Veröffentlichung kritischer Beiträge über Adolf Hitler und andere Führungspersonen der NSDAP wurde ab August 1939 untersagt. Darüber hinaus wurden Werke über den Preußisch-Russischen Krieg und andere militärische Auseinandersetzungen zwischen Russland und Deutschland verboten. Dieses Verbot wurde erst 1941 mit dem Ausbruch des Deutsch-Sowjetischen Krieges aufgehoben.

### Militärzensur während des Deutsch-Sowjetischen Krieges
Am 2. Juni 1941 leitete der Vorsitzende der Glawlit Nikolai Georgijewitsch Sadschikow das Projekt über die Bestimmung eines Hauptzensors „mit dem Ziel einer Stärkung der militärischen Zensur in der UdSSR“ an den Dienst für Agitation und Propaganda des ZK der KPdSU (Agitprop) weiter. Von den Mitarbeitern der Militärzensur wurde vorgeschlagen, den Posten eines Hauptzensors zu schaffen und eine Reihe von Mitarbeitern der Glawlit in den Militärdienst zu überführen. Der Vorschlag wurde mit dem Argument begründet, das alle kriegführenden Nationen ihre Militärzensur gestärkt hätten. Sadschikow forderte darüber hinaus eine Vergrößerung des Personalbestandes der Zensurbehörden. Wie Pawel Reifman schrieb, „blieben bis zum Beginn des Krieges noch 20 Tage, aber die Frage der Militärzensur wurde bereits in einer Art und Weise behandelt, als ob der Krieg bereits begonnen hätte.“ Diesen Widerspruch kann jedoch der Militärhistoriker Lew Alexandrowitsch Besymenski auflösen: Den Agenten der Hauptverwaltung für Aufklärung der Roten Armee (GRU) war der deutsche Aufmarsch im Frühjahr 1941 nicht verborgen geblieben. Die weitergeleiteten Informationen wurden jedoch von der obersten Führungsebene der Sowjetunion als von Großbritannien lancierte Fehlinformationen abgetan. Auf den niederen Rängen wurden aber vorbereitende Maßnahmen in kleinerem Umfang durchgeführt.
Nach dem Beginn des Krieges war die Militärzensur eine Unterabteilung des Militärnachrichtendienstes GRU. Am 23. Oktober 1942 wurde der Status des Dienstes der zentralen Militärzensur aufgewertet. Auf Befehl des Volkskommissars für Verteidigung Stalin wurde er aus dem Bereich der Hauptverwaltung für Aufklärung herausgenommen und direkt dem Volkskommissariat für Verteidigung untergeordnet. Am 18. September 1943 wurde die Militärzensur zur Verbesserung ihrer Führung dem Generalstab der Roten Armee zugeordnet.
Am 16. Dezember 1943 wurde der Befehl des Volkskommissars für Verteidigung Nr. 0451 Über die Stellung der Militärzensur in der Roten Armee (für die Dauer des Krieges) anstelle der Bestimmung über die Militärzensur vom 22. Juli 1935 geltend. In diesem Befehl wurde festgelegt, dass „die Organe der Militärzensur in der Roten Armee die Kontrolle über den Inhalt aller Drucksachen, Rundfunksendungen und Kinofilme haben, um sicherzustellen, das diese Propagandamedien nicht für die Veröffentlichung von Militärgeheimnissen missbraucht werden können.“ Ausgenommen von der Zensur waren lediglich Befehle und Direktiven. Alle Militärzensoren wurden Vorgesetzten in der Abteilung der Militärzensur des Generalstabes untergeordnet. Die Zensurarbeit wurde als geheim eingestuft. Daher durften „alle Änderungen durch Zensoren oder Beschlagnahmungen nur dem zuständigen Redakteur, seinem Stellvertreter oder ihren direkten Vorgesetzten bekannt gemacht werden.“
Am 15. Februar 1944 wurden im Befehl Nr. 034 des stellvertretenden Volkskommissars für Verteidigung Alexei Innokentjewitsch Antonow „Regeln zum Schutz von Militärgeheimnissen in der Presse der Roten Armee (für die Dauer des Krieges)“ festgelegt, in denen die unautorisierte Verbreitung von Militärgeheimnissen ausdrücklich als Verrat bezeichnet wurde.
Die öffentliche Erwähnung der Existenz einer Zensur in der UdSSR wurde während des Krieges verboten. Unter dieses Verbot geriet 1943 auch das Buch des Glawlit-Direktors Sadschikow mit dem Titel Die Zensur in den Tagen des Großen Vaterländischen Krieges. Da die Existenz einer Zensur allgemein bekannt war, handelte es sich hier um ein offenes Geheimnis (im Russischen auch als „Narrengeheimnis“ bezeichnet).
Ein Verstoß gegen die Zensurvorschriften bei der Verbreitung von Informationen wurde im günstigsten Fall mit Zwangsarbeit mit einer Dauer von bis zu drei Monaten bestraft oder nach Paragraph 185 des sowjetischen Strafgesetzbuches von 1926 mit den Änderungen vom 1. Juni 1942 bzw. ähnlichen Paragraphen der Strafgesetzbücher der anderen Unionsrepubliken verurteilt.

### Spätstalinistische Periode (1945 bis 1953)
Während des Deutsch-Sowjetischen Krieges konzentrierte sich die Zensur auf den Schutz militärischer Geheimnisse, aber nach dem Ende der Kampfhandlungen im Mai 1945 begann erneut eine Phase der ideologischen Säuberung der Literatur. So wurde 1946 beispielsweise das maßgeblich von Ilja Grigorjewitsch Ehrenburg und Wassili Semjonowitsch Grossman erarbeitete „Schwarzbuch“ zensiert – das erste dokumentarische Werk über die Verbrechen der deutschen Besatzer gegen die jüdische Bevölkerung in der UdSSR während der Schoah. Es entsprach nicht den ideologischen Vorgaben, weil es der Realität entsprechend die Opferrolle der sowjetischen Juden im Rahmen aller Nationalitäten der UdSSR hervorhob.
Zu Beginn der 1950er Jahre wurde in Leningrad eine groß angelegte Zensuraktion durchgeführt. Beschlagnahmt wurden die Werke von erst kürzlich infolge der Leningrader Affäre verhafteten Autoren und unabhängig davon Materialien über die Zeit der Leningrader Blockade. Insbesondere wurde laut dem Befehl des Direktors der Glawlit nach Exemplaren des Buches Hier spricht Leningrad von Olga Fjodorowna Bergholz gesucht, das 1946 herausgekommen war.
Die Zensur war bestrebt, nicht nur die Informationen innerhalb der UdSSR, sondern auch die im Ausland veröffentlichten Berichte von nicht aus der Sowjetunion stammenden Journalisten zu überwachen. Am 25. Februar 1946 wurde eine neue Verordnung des Politbüros des ZK der KPdSU über die Zensur von Nachrichten aus der UdSSR gültig.
Ab 1947 war die Zensurbehörde Glawlit in sieben Abteilungen untergliedert, von denen eine für Militärzensur, eine für die Zensur von Nachrichtenmeldungen von der Sowjetunion an das Ausland und die restlichen fünf für die ideologische Zensur innerhalb der UdSSR zuständig waren. In diesen Jahren zeichneten sich die Tätigkeiten der Zensur besonders in zwei Phasen ab - im Kampf gegen den Kosmopolitismus, welcher sich vor allem in antisemitischen und chauvinistisch-antiwestlichen Zensureingriffen äußerte, und dem Prozess des „Tauwetters“, der zu einer Überwindung des Personenkults führte. Während dieser Phase fiel die Zensur liberaler aus.
Kurz nach dem Ende des Krieges wurden in den Kinos einige Zeit lang sogenannte „Beutefilme“ internationaler Regisseure gezeigt. In den folgenden Jahren verschwanden die Produkte Hollywoods wieder von der Leinwand und von der gesamten internationalen Filmproduktion bekamen die sowjetischen Zuschauer nur noch französische Komödien und indische Melodramen zu sehen. Im Übrigen wurden auch diese Filme vorläufig zensiert und geschnitten oder die Untertitel nach den Vorgaben der Zensoren geändert.
In der Geschichte der Zensur von Kinofilmen in der UdSSR ist auch der Verbleib des von dem Regisseur Olexandr Dowschenko gedrehten Films mit dem Titel Verzeihe Amerika! bemerkenswert. Der Film war ein agitatorisches Pamphlet, das nach den Motiven des Buches Die Freiheit der amerikanischen Diplomaten gestaltet wurde. Das Buch stammte von Anabell Bakard, einer politisch motivierten Überläuferin aus den USA. Als die Dreharbeiten zu dem Film fast beendet waren, bekam der Regisseur eine Verfügung zur Einstellung der Aufnahmen. Der unvollendete Film verblieb 46 Jahre lang in den Archiven und wurde erst im Jahr 1995 erstmals öffentlich gezeigt.
Ein ähnliches Schicksal ereilte den zweiten Teil des Films Iwan der Schreckliche von Sergei Michailowitsch Eisenstein, dessen Aufführung wegen unbefriedigender Reflexion des offiziellen historischen Geschichtsbildes zunächst untersagt wurde. Er gelangte erst 1958 in die Kinos, nachdem die „Kunstkritiker“ und Kollegen Eisensteins Sergei Appolinarijewitsch Gerassimow und Iwan Alexandrowitsch Pyrjew die Aufführung unterstützten.
Von 1932 bis einschließlich 1952 wurden durch die Glawlit der UdSSR und die äquivalenten Behörden in den Unionsrepubliken 289 Listen, bibliographische Register und Befehle zur Beschlagnahme gedruckter Exemplare herausgegeben.

### Kaderprobleme
Die Mitarbeiter der Glawlit hatten in der stalinistischen Periode häufig nur die mittlere Bildungsreife. Beispielsweise hatten im Jahr 1940 nur 506 von insgesamt 5000 Zensoren in der RSFSR einen höheren Schulabschluss, der in etwa mit dem eines deutschen Gymnasiums vergleichbar wäre. Die Hauptursache für diesen Zustand war die Anforderung, dass die Glawlit-Mitarbeiter aus einem möglichst zuverlässigen proletarischen Umfeld stammen sollten. In der Praxis stellte man daher häufig ehemalige Bauern ein, die erst kürzlich in die Städte gezogen waren. Bereits 1933 beklagte sich der Glawlit-Direktor Boris Wolin über den Mangel an qualifiziertem Personal in Russland. Das gleiche Problem trat auch in Weißrussland und in der Ukraine auf. Die Inkompetenz der Zensoren führte zu Kuriositäten: 1937 strich ein Zensor einen Abschnitt eines Gedichts von Wladimir Majakowski, weil diese Textpassage seiner Meinung nach „Majakowski verzerrte“. Einer der Rajonbevollmächtigten der Glawlit schlug vor, nur eine Notiz über eine Ausarbeitung eines Werkes zu publizieren, weil in dieser Revolverdrehmaschinen erwähnt wurden. Er nahm an, dass mit diesen Maschinen Revolver hergestellt wurden und eine Veröffentlichung der Arbeit dementsprechend eine Verletzung der militärischen Geheimhaltung darstellen würde. Aus einem ähnlichen Anlass benannte ein Zensor das altrussische Igorlied (rus. Слово о полку Игореве, wörtliche Übersetzung: „Wort/Lied über das Regiment/Heer von Igor“) in Lied über Igors Militäreinheit um.
Am 17. August 1944 verfasste die Propagandaverwaltung des ZK der KPdSU im Zusammenhang mit der Zensur der Werke des Autors A. I. Iwanow ein Dokument Über schwerwiegende Mängel in der Arbeit der Glawlit. Der besagte A. I. Iwanow kollaborierte während des Zweiten Weltkrieges mit den deutschen Besatzern, was zu einer vollständigen Zensur seiner Bücher in der Sowjetunion führte. Allerdings wurden in diesem Fall auch die Abhandlungen von Generalmajor Alexei Iwanowitsch Iwanow auf den Index gesetzt, der der Direktor der Akademie für Militärmedizin der Sowjetischen Marine war und weder mit den Deutschen kollaboriert hatte noch zu A. I. Iwanow in irgendeiner Beziehung stand.

### Steuerung durch die kommunistische Partei
Die offensichtliche direkte Einflussnahme der kommunistischen Partei auf die Arbeit der Zensur begann 1925 und weitete sich rapide in den 1930er Jahren aus.
Die wichtigste Quelle zur direkten Kontrolle der Glawlit durch die KPdSU stellt die folgende Reihe von Verordnungen des Zentralkomitees der KPdSU dar:
- Über die Parteipolitik auf dem Gebiet der belletristischen Literatur (1925)
- Über die Arbeit der Verlage (1931)
- Über die Umgestaltung der literarisch-künstlerischen Vereinigungen (1932)
- Über den Kinderbuchverlag (1933)
- Über die Literaturkritiker und die Bibliografie (1940)

Daneben sind auch in den Jahren 1946 bis 1948 herausgegebene Verordnungen (beispielsweise über die Zeitschriften Stern und Leningrad) historische Beweise für die Einflussnahme der kommunistischen Partei auf die Zensur:

«Партийный диктат и вместе с ним партийная цензура развивались в 30—40-е годы с геометрической прогрессией, по возрастающей степени. Всё решали партийные структуры, начиная от Политбюро, его семёрки, пятёрки, тройки, Генсека.»

„Das Diktat der kommunistischen Partei und die Zensur durch die Partei intensivierten sich in den 1930er bis 1940er Jahren mit linearer Progression zueinander. Alles wurde durch Parteistrukturen entschieden, beginnend mit dem gesamten Politbüro, später durch sieben, fünf und drei Politbüromitglieder und schließlich durch den Generalsekretär allein.“

Die regionalen Glawlit-Behörden in den Unionsrepubliken gaben ihre eigenen Zensurhinweise heraus. Im Mai 1950 nahm die kommunistische Partei Weißrusslands die Verordnung Über Maßnahmen zur Liquidierung des Verrats von Staatsgeheimnissen in Museen an. Im Museum über den Großen Vaterländischen Krieg in der BSSR wurden daraufhin Angaben über die von den Deutschen requirierten Viehmengen, die später als Reparationsanspruch geltend gemacht wurden, entfernt. Genauso verschwand eine Karte, auf der die Standorte von Partisanenabteilungen während des Krieges verzeichnet waren, und weitere Dinge.

### Stalinsche Säuberungen
Die Zensoren arbeiteten eng mit den Behörden der sowjetischen Staatssicherheit zusammen. Sergei Ingulow, Direktor der Glawlit von 1935 bis 1938, schrieb bereits 1928:

«Критика должна иметь последствия! Аресты, судебную расправу, суровые приговоры, физические и моральные расстрелы […]»

„Kritik muss Folgen haben! Verhaftungen, juristische Abrechnungen, strenge Urteile, physische und moralische Erschießungen […]“

Ingulow wurde selbst am 17. Dezember 1937 verhaftet, von seinen Ämtern entbunden und wegen „konterrevolutionärer Tätigkeit“ am 3. September 1938 erschossen.
Es ist eine große Anzahl von Fällen bekannt, in denen gewöhnliche, von den Zensoren bemerkte Druckfehler als staatsfeindliches Verbrechen interpretiert wurden und die entsprechenden Unterlagen an die sowjetische Staatssicherheit übergeben wurden.
Am 21. Juni 1943 sendete der Glawlit-Direktor Sadschikow dem Sekretär des ZK der KPdSU Pusin einen geheimen Bericht über zwei Druckfehler in der Krasnowodsker Zeitung Der Kommunist: Am selben Tag wurde im Wort „Oberbefehlshaber“ ein „l“ vergessen und schon am 14. Mai im Wort „Stalingrad“ ein „r“. Sadschikow merkte in seinem Bericht an:

«Сообщая об этом, считаю, что эти контрреволюционные опечатки — дело рук врага. Об этих фактах мною сообщено также в НКГБ […]»

„Während ich darüber berichte, meine ich, dass diese konterrevolutionären Druckfehler eine Tat des Feindes sein müssen. Diese Fakten habe ich daher auch dem NKGB mitgeteilt […]“

Am 5. April 1947 schrieb der Glawlit-Direktor Omeltschenko dem Chef des MGB Wiktor Abakumow:

«В некоторой части тиража журнала «Молодой колхозник» № 1 за 1947 год в посвящении к стихотворению «Счастье» было тоже допущено грубое искажение: вместо текста — «В 1920 году В. И. Ленин охотился в Брянских лесах» напечатано: «В 1920 году В. И. Ленин окотился в Брянских лесах». Эти факты, по-моему, заслуживают внимания Министерства Государственной Безопасности.»

„In einigen Teilen der Auflage der Zeitschrift Der Junge Kolchosbauer Ausgabe 1 von 1947 wurde in der Widmung des Gedichtes Glück folgende grobe Entstellung zugelassen: Anstelle des Textes «1920 jagte Lenin in den Brjansker Wäldern» wurde «1920 warf Lenin in den Brjansker Wäldern Junge» gedruckt. Diese Tatsachen verdienen meiner Meinung nach die Aufmerksamkeit der Staatssicherheit.“

Auch die Zensoren waren von den Säuberungen durch die sowjetische Staatssicherheit betroffen: In der Zeit, in der der Glawlit-Direktor Ingulow verhaftet und erschossen wurde, verschwanden mit ihm Dutzende von Glawlit-Mitarbeitern. Als Volksfeinde wurden auch die Direktoren der georgischen, aserbaidschanischen und ukrainischen Glawlit „entlarvt“. Nahezu alle Zensoren der Glawlit wurden in dieser Zeit durch neue ersetzt.
In den auf die Stalinzeit folgenden Jahren waren die wesentlichen juristischen Grundlagen der harten Zensur der Paragraph 70 des Strafgesetzbuches der RSFSR („Antisowjetische Agitation und Propaganda“) sowie der Paragraph 190 (1) („Verbreitung wissentlich falscher Aussagen über die sowjetische Ordnung“) sowie entsprechende Paragraphen in den Strafgesetzbüchern der Unionsrepubliken. Aufgrund dieser Paragraphen wurden nach den Statistiken des KGB von 1958 bis 1966 3448 Menschen und von 1967 bis 1975 noch einmal 1583 Menschen verurteilt. Von 1956 bis zur Lockerung der Zensurbestimmungen im Jahr 1987 wurden insgesamt 8145 Personen verurteilt.

## 1953 bis 1966
Nach dem Tod von Stalin kam es zu einer an sich unbedeutenden Schwächung der Zensurbestimmungen, die unter dem Begriff „Tauwetterperiode“ bekannt ist. Diese Schwächung der Zensurvorschriften dauerte bis zum Jahr 1964, im Zeitraum bis 1967 wurden die Einschränkungen jedoch wieder verschärft.
Chruschtschows Geheimrede Über den Personenkult und seine Folgen am XX. Parteitag der KPdSU wurde in der Sowjetunion bald als Beginn eines Prozesses der Demokratisierung und Liberalisierung wahrgenommen.
Das Hauptmedium der Vertreter des „Tauwetters“ wurde die Literaturzeitschrift Nowy Mir (deutsch: Neue Welt). Einige Werke aus dieser Periode erlangten auch im Westen einen hohen Bekanntheitsgrad. Dazu gehören Wladimir Dudinzews Roman Der Mensch lebt nicht vom Brot allein und Alexander Solschenizyns Kurzgeschichte Ein Tag im Leben des Iwan Denissowitsch. Andere bedeutende Autoren der „Tauwetterperiode“ waren Wiktor Astafjew, Wladimir Tendrjakow, Bella Achmadulina, Robert Roschdestwenski, Andrei Wosnessenski und Jewgeni Jewtuschenko.
Der Status der Glawlit, die zu jener Zeit GUOT – Hauptverwaltung des Ministerrates der UdSSR zum Schutz von Militär- und Staatsgeheimnissen (russ. Главное управление по охране военной и государственной тайны при Совете министров) – genannt wurde, war durch die Unterordnung in den Zuständigkeitsbereich des Staatlichen Komitees für Presse und Information (Goskompetschati) herabgesetzt worden.
Die Anzahl der Mitarbeiter der Zensur wurde verringert, insbesondere wurden die Zensoren abgeschafft, die auf Kosten der jeweiligen Zeitungen und Verlage in den Redaktionen arbeiteten. Bücher von Autoren, die nach dem Ende der Stalin-Ära juristisch rehabilitiert wurden, wurden langsam aus den Spezchran in die offenen Bestände der Bibliotheken überführt. Insbesondere übergab das Zentrale Staatliche Archiv für Literatur und Kunst (ZGALI) ungefähr 30.000 vorher geheimgehaltene Archivalien in die offenen Bestände. Darunter befanden sich die Werke Isaak Babels, Konstantin Balmonts, Jewgeni Samjatins, Wsewolod Meyerholds, Dmitri Mereschkowskis, Boris Pilnjaks, Wassili Rosanows, Igor Sewerjanins, Wladislaw Chodassewitschs und weiterer Autoren. Ab 1961 wurden die Dokumente teilweise wieder klassifiziert und in die Spezchran zurückgebracht.
Die Zensur schränkte die Verherrlichung Stalins ein, manchmal bis zur Tilgung seines Namens und seines Bildes aus den Kunstwerken. Abgesehen von Stalin wurde auch die Erwähnung einiger seiner engsten Gefolgsleute verboten. Insbesondere erhielt nach der Verhaftung und Hinrichtung Lawrenti Berias Ende 1953 jeder Abonnent der Großen Sowjetenzyklopädie im darauf folgenden Jahr ein Schreiben mit umfangreichen Papieren über das Lemma „Beringstraße“:

„[…] рекомендую вам вырезать портрет и биографическую статью о враге народа и приклеить вместо нее ‚Берингов пролив‘ […]“

„[…] empfehlen wir Ihnen, das Porträt und den biografischen Artikel über den Volksfeind auszuschneiden und an ihre Stelle das Lemma „Beringstraße“ zu kleben […]“

1957 wurde das staatliche Komitee des Ministerrats der UdSSR für Rundfunk und Fernsehen geschaffen. Auf diese Weise wurde das Fernsehen als neues Informationsmedium in den Zuständigkeitsbereich der Zensur aufgenommen.
In dieser Zeit fand auch die öffentliche Hetzjagd auf den Autor Boris Pasternak aufgrund seines im Tamisdat veröffentlichten sowjetkritischen Romans Doktor Schiwago statt, für den er 1958 den Nobelpreis für Literatur erhalten sollte.
In der Führung der KPdSU reiften ideologische Differenzen auch in Bezug auf die Zensurpolitik heran. Nikita Chruschtschow plante sogar, die ideologische Zensur komplett aufzuheben, und beauftragte den Philosophen und Vorsitzenden des Agitprop Leonid Iljitschow mit der Ausarbeitung eines entsprechenden Dokuments. Eine Gruppe von Vorsitzenden in der KPdSU, die diese Politik für schädlich und unannehmbar hielt und deren Anführer vermutlich das Politbüromitglied Michail Suslow war, provozierte daraufhin einen Konflikt. Dafür wurde im Dezember 1962 in der Moskauer Manege eine Ausstellung von Avantgardekünstlern unter dem Titel Die neue Realität vorbereitet und ein Ausstellungsbesuch Chruschtschows organisiert. Nicht vorbereitet auf die Wahrnehmung von Kunst, die sich bedeutend vom Kanon des sozialistischen Realismus unterschied, war Chruschtschow über die Exponate empört, was durch Suslow noch weiter verstärkt wurde. In der Presse wurde eine Propagandakampagne gegen den Formalismus und Abstraktionismus entfaltet. Von einer Aufhebung der Zensur konnte jetzt keine Rede mehr sein.
Nach dem erzwungenen Rücktritt Nikita Chruschtschows vom Posten des Ersten Sekretärs der KPdSU und der Machtübernahme durch Leonid Breschnew begann man die Politik einer relativen Offenheit und Demokratisierung zurückzunehmen.
Der Ideologe Michail Suslow ereiferte sich:

«Подумайте только, открываю утром «Известия» и не знаю, что там прочитаю!»

„Denken Sie nur nach, [eines Tages] schlage ich am Morgen die Iswestija auf und weiß noch nicht, was ich darin lesen werde!“

Einen wichtigen Wendepunkt hin zu einer erneuten Verschärfung der Zensurbestimmungen bildete die Verhaftung der Schriftsteller Andrei Sinjawski und Juli Danijel, die ihre Werke im westlichen Tamisdat veröffentlichten, weil das wegen der Zensurbestimmungen in der UdSSR nicht möglich war. Der Gerichtsprozess und das harte Urteil gegen die beiden (sieben bzw. fünf Jahre Arbeitslager) ließen viele Menschen im sowjetischen Inland und auch im Ausland von einer politischen Abrechnung sprechen. Briefe der sowjetischen Schriftstellervereinigung, in denen die beiden Schriftsteller in Schutz genommen wurden, unterschrieben mehr als 60 Autoren, darunter auch Alexander Solschenizyn.

## Breschnew-Stagnation (1966 bis 1986)

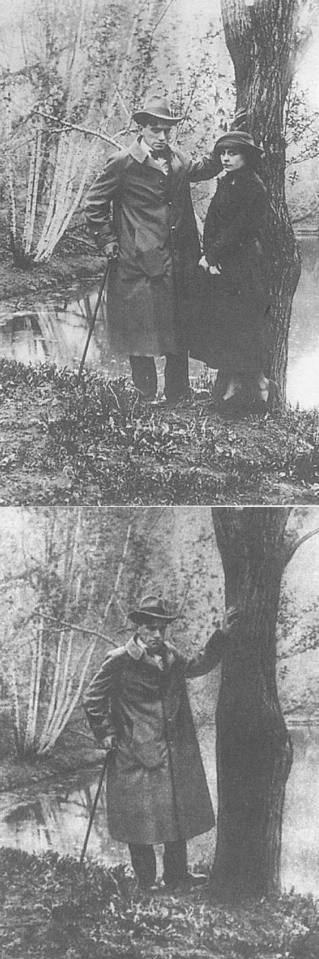
Wladimir Majakowski und Lilja Brik (Originalfotografie 1918, Retuschierung aus den 1960er Jahren)

Während der Epoche der Breschnew-Stagnation wurde die Zensur ein unverzichtbares Element der sowjetischen Propagandamaschinerie, das jetzt in größerem Maße eine bewahrende und schützende Funktion hatte. Neue Fachkräfte wurden eingestellt, die in der Regel eine sehr hohe geisteswissenschaftliche Bildung genossen hatten. Über den gesamten Zeitraum hinweg war Pawel Romanow Direktor der Glawlit.
Durch die Verordnung des Ministerrates vom 18. August 1966 wurde die ideologische Kontrolle durch die Glawlit wieder aufgewertet, da die Zensurbehörde erneut dem Ministerrat selbst unterstellt wurde. Die Wege der Zusammenarbeit zwischen Glawlit und den unterstellten Organisationen änderten sich: Die Künstler stellten ihre Werke in Profile der jeweiligen Organisationen, bei denen es sich um Verbände von Schriftstellern, Bildhauern, Redaktionen von Zeitungen und Zeitschriften handelte. Aus den Profilen wurden die Werke an die Glawlit weitergeleitet, ein Kontakt der Zensoren mit den Autoren wurde durch amtliche Instruktionen streng verboten.
Die Zensur nahm den Kampf mit Anspielungen, Erinnerungen und anderen Formen von Gleichnissen auf. Zensiert wurde nicht nur mehr das tatsächlich geschriebene Wort, sondern auch der Inhalt, an den Leser womöglich denken könnten.
Der russische Historiker und Dissident Juri Burtin schrieb über die Zensur der zweiten Hälfte der 1960er Jahre:

«Порой рождался некий смешанный вариант, малознакомый мировой цензурной практике, но для нас достаточно обычный: это когда произведению сначала обдирали бока в предварительной цензуре, а стоило ему появиться в печати, как на него (по заранее принятому в «инстанциях» решению) спускали с цепи ‹партийную критику›, издательствам же ‹не рекомендовали его перепечатывать›»

„Manchmal wird eine gemischte Variante aus der wenig bekannten Welt der Zensurpraktiken auf uns Normalsterbliche angewendet: Zuerst werden Teile des Werks von der Vorzensur redigiert, sodass es Mühe kostet, es in Druck zu geben; wenn es aber (in der redigierten Fassung) in Druck gegeben werden kann, erhalten die Verlage einen Bescheid, dass es sich um ‚Kritik an der Partei‘ handelt, deren ‚Druck nicht empfehlenswert‘ sei.“

Ende der 1960er Jahre wurde die Veröffentlichung der von Adolf Hitler handelnden Kurzgeschichte Outlaw Nummer Eins von D. Melnikow und D. L. Tschornoi in der Zeitschrift Nowi Mir mit der Begründung untersagt, der Text spiele mit „unkontrollierten Untertönen“.
In den Anweisungen der Glawlit erschien das Verbot von Themen, die den Großen Terror der Stalinzeit behandelten. Informationen über die „Haft“ waren dem Bereich der Staatsgeheimnisse zugeordnet.
Ende 1967 wurde ein Experiment mit dem Sendebeginn des TV-Senders „Viertes Programm“ gestartet. Der Sender sollte ein hohes intellektuelles Niveau haben und war für Zuschauer mit höherer Bildung konzipiert worden. Das Programm wurde unter der Idee ins Leben gerufen, die gleiche Ideologie wie alle anderen sowjetischen Massenmedien zu fördern, aber auf einem höheren intellektuellen Niveau. Das Experiment dauerte etwa ein Jahr, bis wissenschaftliche Gutachter der höheren Parteischule der KPdSU einen negativen Beitrag darüber veröffentlichten. Die Gutachter schilderten den Sender als einen ideologisch fehlgeleiteten und politisch schädlichen Versuch, ein elitäres, für die Massen unerreichbares Programm zu schaffen. Aufgrund dieser Kritik wurde der Sendebetrieb wieder eingestellt.
Im Allgemeinen wurden Live-Übertragungen im Fernsehen während dieser Zeit auf ein Minimum reduziert und fast alle Sendungen durchliefen einen umfassenden Schneidevorgang und die Kontrolle der Vorzensur. 1970 wurde das Staatliche Komitee für Radio und Fernsehen vom Ministerrat der Sowjetunion umbenannt in Staatliches Komitee des Ministerrats der Sowjetunion für Fernsehen und Radio. Am 5. Juli 1978 erfolgte eine erneute Umbenennung in Staatliches Komitee der UdSSR für Fernsehen und Radio. Diese Umorganisation ordnete das Fernsehen der direkten Verantwortungsgewalt von Staatschef Leonid Breschnew zu.
Nach der Niederschlagung des Prager Frühlings Ende August 1968 sagte Michail Suslow während der Diskussion einer möglichen Abschaffung der Zensur:

«Известно, что между отменой цензуры в Чехословакии и вводом советских танков прошло всего несколько месяцев. Я хочу знать, кто будет вводить танки к нам?»

„Es ist bekannt, dass nur wenige Monate zwischen der Aufhebung der Zensur in der Tschechoslowakei und dem Einmarsch der sowjetischen Panzer lagen. Ich möchte wissen, wer soll bitte die Panzer zu uns schicken?“

Als in den späten 1960er Jahren das Chinesisch-Sowjetische Zerwürfnis wegen beiderseitiger Gebietsansprüche auf die im Ussuri gelegene Flussinsel Zhenbao Dao kurzzeitig zu einem bewaffneten Konflikt eskalierte (→Zwischenfall am Ussuri), erhielt die Glawlit zusätzliche Zensurbestimmungen: Alle Veröffentlichungen im Zusammenhang mit der Wirtschaftsleistung des sowjetischen Fernen Ostens wurden verboten. Es durfte nichts mehr über den Verkauf von Textilien oder die Menge der gefangenen Fische geschrieben werden. Redakteure aus dem sowjetischen Fernen Osten beschwerten sich darüber, weil sie jetzt gar keine Informationen mehr hatten, mit denen sie die Seiten ihrer Lokalzeitungen füllen konnten. Das Verbot wurde nach der Verbesserung der Situation an der chinesisch-sowjetischen Grenze wieder aufgehoben.
Die bekannte TV-Serie Siebzehn Augenblicke des Frühlings wurde im Jahr 1973 nur dank der Fürsprache des KGB-Vorsitzenden Juri Wladimirowitsch Andropow freigegeben. Michail Suslow wollte die Ausstrahlung der Serie verhindern, die seiner Meinung nach „kein schönes Bild des sowjetischen Volkes im Krieg“ zeigte. Darauf antwortete Andropow lakonisch, dass „das gesamte sowjetische Volk nicht mehr im Nachrichtendienstapparat von Schellenberg dient“.

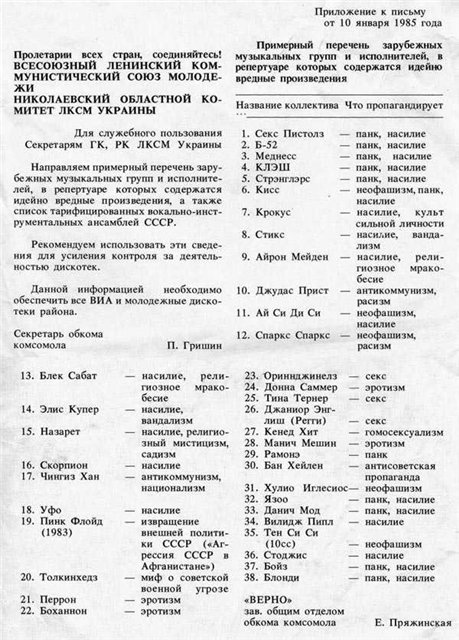
Liste von westlichen Musikern, die vom Nikolajewer Beauftragten des Komsomol P. Grischin aus verschiedenen Gründen als „ideologisch schädlich“ angesehen wurden. Auszugsweise Übersetzung:
1. Sex Pistols – Punk, Gewalt
…
6. Kiss – Neofaschismus, Punk, Gewalt
…
9. Iron Maiden – Gewalt, religiöser Obskurantismus
…
14. Alice Cooper – Gewalt, Vandalismus
15. Nazareth – Gewalt, religiöser Mystizismus, Sadismus
16. Scorpions – Gewalt
17. Dschinghis Khan – Nationalismus, Antikommunismus
…
19. Pink Floyd – Kritik an der Politik der UdSSR („Aggression der UdSSR in Afghanistan“)
…
31. Julio Iglesias – Neofaschismus
…
Genannt werden außerdem u. a. Madness, Krokus, Styx, Judas Priest, AC/DC, Black Sabbath, Talking Heads, Donna Summer, Tina Turner, Canned Heat, Ramones, Van Halen, Village People, 10cc, Blondie

Ein massenhaftes kulturelles Phänomen dieser Zeit war das unzensierte Lied, das von Mund zu Mund und durch Tonbandaufnahmen verbreitet wurde. Der berühmteste Liedermacher war der Dichter und Schauspieler Wladimir Semjonowitsch Wyssozki. Am 17. April 1973 schrieb Wyssozki an den Kandidaten des Politbüros und Sekretär des ZK der KPdSU und Minister für Kultur der UdSSR Pjotr Demitschew:

«Вы, вероятно, знаете, что в стране проще отыскать магнитофон, на котором звучат мои песни, чем тот, на котором их нет. 9 лет я прошу об одном: дать мне возможность живого общения со зрителем, отобрать песни для концерта, согласовать программу.»

„Sie wissen wahrscheinlich, dass es auf dem Land einfacher ist, ein Tonbandgerät zu finden, mit dem meine Lieder abgespielt werden, als eins wo das nicht geht. Seit neun Jahren bitte ich Sie um eins: Geben Sie mir die Gelegenheit zum Dialog mit dem Publikum, die Lieder für ein Konzert auszuwählen, ein Programm zu machen.“

Am 15. September 1974 wurde die sogenannte „Planierraupenausstellung“ der Moskauer Avantgarde-Künstler gewaltsam zerstört. Die Stürmung durch einen parteitreuen Mob wurde offiziell durch Vertreter des Stils des sozialistischen Realismus begrüßt.
Neben dem Kampf gegen antisowjetische Agitation und die Offenlegung von Geheimnissen unterdrückte die sowjetische Zensur die übermäßige Verherrlichung Stalins, die nicht der aktuellen Politik der KPdSU entsprach. Auf der einen Seite wurde die Kritik an Stalin, die während der Tauwetterperiode vorherrschte, beschränkt. Auf der anderen Seite musste beispielsweise der Sieg im Großen Vaterländischen Krieg als Verdienst der Kommunistischen Partei als Ganzes gewürdigt werden und nicht als Stalins persönlicher Sieg.
Die Zensur musste das musikalische Repertoire von Musikern kontrollieren. Alle Lieder, die in der Sowjetunion gespielt werden durften, waren durch die Vorzensur gegangen, das Programm von Konzerten wurde unabhängig vom Inhalt der Musik überprüft. 1983 erließ das Kultusministerium der UdSSR Anweisungen, nach denen 80 Prozent des Repertoires aller Berufs- und Amateurmusiker aus Liedern und Stücken von Mitgliedern der Union der sowjetischen Komponisten zu bestehen hatte. Das Durchschnittsalter der Musiker in der Union der sowjetischen Komponisten war 60 Jahre und neue Mitglieder wurden nicht mehr seit 1973 aufgenommen. Rockmusiker wurden schikaniert. Beispielsweise wurde der Gründer und Liedsänger der russischen Rockband DDT Juri Schewtschuk 1983 in der KGB-Zentrale Ufa gezwungen, eine Erklärung zu unterschreiben, laut der er keine eigenen Songs mehr schreiben und komponieren sollte.
Mit zunehmendem Aufkommen von Diskotheken in der Sowjetunion entstand das Problem, wo die Kontrolle der ausländischen Musik durchgeführt werden sollte, die auf Magnetbändern und Kassetten verbreitet wurde. Die Kontrolle des Repertoires der Diskos oblag der kommunistischen Jugendorganisation Komsomol. Beispielsweise schickte am 10. Januar 1985 der Nikolajewer Beauftragte des Komsomol der Ukraine P. Grischin an den Generalsekretär der Organisation eine „unvollständige Liste von ausländischen Musikgruppen und Sängern, deren Repertoire ideologisch schädliche Werke umfasst“, um die Aktivitäten der Diskotheken zu kontrollieren. Die nebenstehend abgebildete Liste enthält u. a. Einträge zu den Sex Pistols, Madness, Kiss, Styx, Iron Maiden, AC/DC, Black Sabbath, Alice Cooper, Tina Turner, Dschinghis Khan, Pink Floyd, Donna Summer, Canned Heat, Julio Iglesias, 10cc, den Scorpions und Blondie.
Für die sowjetischen Zeitungen wurde in der Breschnew-Ära folgende Zensurpraxis angewendet: Zuerst übergab der Herausgeber der Glawlit die Druckfahnen des für die Veröffentlichung vorbereiteten Materials in zweifacher Ausfertigung. Ein Glawlit-Mitarbeiter sichtete das Material und suchte nach Informationen, die in der jetzt sehr umfangreichen Liste von Informationen enthalten waren, die in der Presse nicht veröffentlicht werden durften. Die Verbote waren teilweise bedingt und teilweise absolut. Absolute Verbote zu einem bestimmten Thema wurden vorher durch die jeweils zuständigen sowjetischen Ministerien veranlasst. Für alle anderen Fälle existierte ein spezielles Formular „Intervention“, in dem die Zensoren ihre Vorbehalte zu einem bestimmten Text oder einer Formulierung an den Redakteur weiterleiteten.

### Zensur während des Afghanistan-Krieges
Im Jahr 1980 wurde die russische Filmreihe Die Abenteuer von Sherlock Holmes und Dr. Watson zensiert. Laut Drehbuch kam Sherlock Holmes in Eine Studie in Scharlachrot mit Hilfe seiner deduktiven Methode zu dem Schluss, dass der frustrierte Dr. Watson aus dem Krieg in Afghanistan zurückgekehrt sein müsse. Beim Vertonen des Films wurde „Afghanistan“ durch „einige östliche Länder“ ersetzt, denn sowjetische Ideologen wollten eine Anspielung an den kürzlich erfolgten Einmarsch der sowjetischen Armee in Afghanistan vermeiden.
Nachdem Andrei Sacharow als Mitglied der Akademie der Wissenschaften ausländischen Medien zwei Interviews gegeben hatte, in denen er die sowjetische Intervention in Afghanistan kritisiert hatte, wurden ihm am 22. Januar 1980 sämtliche Auszeichnungen inklusive der drei von 1953 bis 1962 erworbenen Orden Held der sozialistischen Arbeit aberkannt. Am selben Tag wurde er ohne Gerichtsverfahren nach Gorki verbannt, wo er unter Hausarrest gestellt wurde.
Die während der Kriegsjahre von 1979 bis 1989 populäre Kulturbewegung der sogenannten „afghanischen Lieder“ war bis zum Jahr 1987 verboten.
Bis zur zweiten Hälfte des Jahres 1980 waren die in den sowjetischen Medien veröffentlichten Berichte über die Beteiligung der Roten Armee an Kampfhandlungen in Afghanistan sehr dürftig. Gemäß einer vom sowjetischen Verteidigungs- und Außenministerium im Jahr 1985 erstellten Liste von publizierbaren Informationen war es den sowjetischen Medien erlaubt, über vereinzelte Zwischenfälle oder tödliche Verletzungen der sowjetischen Soldaten bei der Erfüllung ihrer militärischen Pflicht (weniger als einmal pro Monat), über die Abwehr von Rebellenangriffen und Aufgaben bei der Bereitstellung internationaler Hilfe für das afghanische Volk zu berichten. Dasselbe Dokument verbot die Veröffentlichung von Berichten über konkrete sowjetische Operationen auf Kompanieebene oder höher, von Erfahrungsberichten und das Durchführen von TV-Live-Berichterstattungen vom Schlachtfeld.

### Russisch
- Андрей Алексеев: Замечание об истории социологии «с человеческим лицом». In: Zeitschrift Телескоп, Sankt Petersburg, Ausgabe 3, 2008, teleskop-journal.spb.ru (PDF; 116 kB)
- Людмила Михайловна Алексеева: История инакомыслия в СССР: новейший период. Verlag Весть Vilnius Moskau 1992, ISBN 5-89942-250-3.
- Олег Владимирович Аронсон: Неархивируемое. In: Zeitschrift Индекс / Досье на цензуру, Ausgabe 14, 2001 (online)
- Arlen Wiktorowitsch Bljum: Начало Второй мировой войны. In: Zeitschrift «Посев», Ausgabe 11, 2003, pseudology.org
- Arlen Wiktorowitsch Bljum: Рукописи не горят?..К 80-летию основания Главлита СССР и 10-летию его кончины. In: Zeitschrift «Звезда», Ausgabe 6, 2002, S. 201–211 — Moskau.
- Arlen Wiktorowitsch Bljum: Советская цензура в эпоху тотального террора. 1929—1953. Академический проект Sankt Petersburg, 2000, ISBN 5-7331-0190-3, opentextnn.ru
- Arlen Wiktorowitsch Bljum: Советская цензура эпохи большого террора. In: Zeitschrift Индекс / Досье на цензуру, Ausgabe 2, 1997, index.org.ru
- Arlen Wiktorowitsch Bljum: (dt. etwa) Vom Neolithikum zum Glawlit. (russisch От Неолита до Глашлита) N.I.-Nowikow-Verlag, St. Petersburg 2009, ISBN 978-5-87991-078-0, ISBN 978-5-98361-095-8
- Наталья Борисовна Волкова: «Я считаю, что всё это должно быть в РГАЛИ…» Беседа в Российском государственном архиве литературы и искусства, Zeitschrift Наше наследие. Ausgabe 61, 2002, nasledie-rus.ru
- Оксана Викторовна Гаман-Голутвина и др.: История России 1945–2008. Учебно-методический комплект. Книга для учителя. Verlag Просвещение, 2008, prosv.ru
- Владимир Голяховский: Путь хирурга. Полвека в СССР. Verlag Sacharow, Moskau 2006, ISBN 5-8159-0574-7.
- Татьяна Михайловна Горяева: Политический контроль советского радиовещания в 1920-х — 1930-х годах. Документированная история. Фонд Первого Президента России Б. Н. Ельцина, Moskau 2009, ISBN 978-5-8243-1085-6.
- Татьяна Михайловна Горяева: Политическая цензура в СССР. 1917–1991 гг.; Verlag «Российская политическая энциклопедия» (РОССПЭН) Moskau, 2002; ISBN 5-8243-0279-0.
- Татьяна Михайловна Горяева (Ed.): История советской политической цензуры. Документы и комментарии. Verlag «Российская политическая энциклопедия» (РОССПЭН), Moskau 1997, ISBN 5-86004-121-7.
- Александр Данилов: Главукрцензура 2000. In: Zeitschrift еженедельник, Nr. 383 (Nr. 39 / 2007) news2000.org.ua
- Александр Добровольский. Министерство непечати // Московский комсомолец: газета. — 2006. Интервью с Владимиром Симаньковым.
- Геннадий Васильевич Жирков: История цензуры в России XIX—XX вв. Учебное пособие. АСПЕКТ ПРЕСС, Moskau 2001, ISBN 5-7567-0145-1, pseudology.org
- М. В. Зеленов: Библиотечные чистки в 1932–1937 гг. в Советской России, opentextnn.ru – Englisch: The Library Purges of 1932–1937 in Soviet Russia. In: International Journal for Russian & East European Bibliographic, Library & Publishing Studies. New Series, Vol. 14, 2000, S. 42–57, London.
- Александр Колпакиди. Михаил Серяков: Щит и меч. Olma Media Group, Moskau 2002, ISBN 5-7654-1497-4.
- Олег Лапин: В погоне за рейтингами. In: Zeitschrift «Телецентр» Ausgabe 4 (29), 2008, Moskau (ostankino.ru (Memento vom 9. Mai 2009 im Internet Archive))
- Алла Латынина: «Пережиток Средневековья» или элемент культуры? In: Zeitschrift «Новый мир», Ausgabe 10, 2008, Moskau, magazines.russ.ru
- К. В. Лютова: Спецхран библиотеки Академии Наук, Издательский отдел БАН, Sankt Petersburg 1999, vivovoco.astronet.ru
- Пётр Павлович Марцев: Цензура в БССР. In: Zeitung Белгазета, 23. Juli 2007, belgazeta.by (Memento vom 9. Mai 2009 im Internet Archive)
- Леонид Алексеевич Молчанов: Газетная пресса России в годы революции и Гражданской войны (окт. 1917–1920 гг.). Издатполиграфпресс 2002, ISBN 5-85405-013-7, evartist.narod.ru.
- Владимир Александрович Невежин: «Если завтра в поход…»: Подготовка к войне и идеологическая пропаганда в 30-х — 40-х годах. Verlage Яуза, Эксмо, Moskau 2007, ISBN 978-5-699-16625-1, militera.lib.ru
- Павел Семёнович Рейфман: Из истории русской, советской и постсоветской цензуры. Курс лекций по истории литературы. Библиотека Гумер, 2003, gumer.info
- А. М. Румянцев (Red.): Научный коммунизм. Словарь. Политиздат, Moskau 1983
- Надежда Васильевна Рыжак: Цензура в СССР и Российская государственная библиотека. In: Доклад на Международной конференции «Румянцевские чтения-2005».
- Юрий Сааков: Высочайшая цензура. In: Zeitschrift Новый мир, Ausgabe 3 / 2004, magazines.russ.ru
- А. В. Соколов: Тотальная цензура. Опыт Советского Союза. In: Общая теория социальной коммуникации: Учебное пособие. Verlag В. А. Михайлова, Sankt Petersburg 2002, ISBN 5-8016-0091-4, vuzlib.su
- А. Суетнов: Тур вокруг цензуры. Недальняя история. In: Zeitschrift Журналистика и медиарынок, Ausgabe 09/2006, cjes.ru
- А. Суров: Краткий обзор цензурной политики советского государства. 1999, bulletin.memo.ru (Memento vom 31. Januar 2011 im Internet Archive)
- Александр Фёдоров: Права ребенка и проблема насилия на российском экране. Издательство Кучма, Таганрог 2004, ISBN 5-98517-003-9.
- Сергей Чертопруд: Зарождение и становление системы защиты государственной тайны в Советском Союзе с 1918 по 1930 год. Агентура.ру. Проверено 11 апреля 2009, agentura.ru
- Alexander Nikolajewitsch Jakowlew (Ed.): Власть и художественная интеллигенция. Документы ЦК РКП(б) - ВКП(б), ВЧК - ОГПУ - НКВД о культурной политике. 1917–1953. Verlag Материк, Moskau 2002, ISBN 5-85646-040-5.
- Autorenkollektiv: История книги. Работы отдела редких книг. Verlag «Книга», Moskau 1978, orel.rsl.ru (PDF)

### Deutsch
- Anna Amelina: Propaganda oder Autonomie?: Das russische Fernsehen von 1970 bis heute. Transcript-Verlag, 2006, ISBN 3-89942-483-2.
- Lew Besymenski: Stalin und Hitler – Das Pokerspiel der Diktatoren. Aufbau Taschenbuch Verlag, Berlin 2004, ISBN 3-7466-8109-X.
- Ivo Bock (Hrsg.): Scharf überwachte Kommunikation: Zensursysteme in Ost(mittel)europa (1960er-1980er Jahre). LIT Verlag, 2011, ISBN 978-3-643-11181-4.
- Arlen Viktorowitsch Bljum: Zensur in der UdSSR. Teil 1: Hinter den Kulissen des 'Wahrheitsministeriums’ 1917–1929. Projekt, Bochum 1999, ISBN 3-89733-034-2.
- Arlen Viktorowitsch Bljum: Zensur in der UdSSR. Teil 2: Archivdokumente 1917–1991. Projekt, Bochum 1999, ISBN 3-89733-035-0.
- Wolfgang Eichwede, Ivo Bock (Hrsg.): Samizdat: alternative Kultur in Zentral- und Osteuropa; die 60er bis 80er Jahre. Edition Temmen, Bremen 2000, ISBN 3-86108-338-8.
- Artur W. Just: Die Presse der Sowjetunion – Methoden diktatorischer Massenführung. Berlin 1931.
- Wolfgang Kasack: Die sowjetische literarische Zensur. In: Osteuropa, 35. Jg., Januar 1985, S. 71–86.
- David King: Stalins Retuschen, Foto- und Kunstmanipulationen in der Sowjetunion. Hamburger Edition, 1997, ISBN 3-930908-33-6.
- Monika Müller: Zwischen Zäsur und Zensur. Das sowjetische Fernsehen unter Gorbatschow. VS Verlag für Sozialwissenschaften, 2001, ISBN 3-531-13495-7.
- Pekka Roisko: Gralshüter eines untergehenden Systems. Zensur der Massenmedien in der UdSSR 1981–1991. Böhlau, Köln/Weimar/Wien 2015, ISBN 978-3-412-22501-8.
- Paul Roth: Die kommandierte öffentliche Meinung – Sowjetische Medienpolitik. Busse-Seewald Verlag, 1986, ISBN 3-512-00643-4.
- Paul Roth: Sow-Inform – Nachrichtenwesen und Informationspolitik der Sowjetunion. Droste Verlag, Düsseldorf 1980, ISBN 3-7700-4034-1.
- J. Soenke: Studien über zeitgenössische Zensursysteme. Frankfurt (Main) 1941.
- Klaus Waschik: Virtual Reality. Sowjetische Bild- und Zensurpolitik als Erinnerungskontrolle in den 1930er-Jahren. In: Zeithistorische Forschungen/Studies in Contemporary History, 7, 2010, S. 30–54.
- Hauke Wendler: Russlands Presse zwischen Unabhängigkeit und Zensur. Die Rolle der Printmedien im Prozess des politischen Systemwandels 1990 bis 1993. Münster 1995, ISBN 3-8258-2460-8.

### Englisch
- Merle Fainsod: Smolensk Under Soviet Rule. Harvard University Press, Cambridge MA 1958 (Arbeit über das von der deutschen Wehrmacht im Juli 1941 erbeutete und den Zeitraum von 1917 bis 1939 umfassende Archiv der Oblast Smolensk bzw. von 1929 bis 1937 der West-Oblast, das auch Unterlagen der lokalen Glawlit enthielt)
- Arkadi Gajew: Soviet Press Control. In: Bulletin of the Institute for the Study of the History and Culture of the USSR, München, Ausgabe 5, 1955